# Johannes Calvin

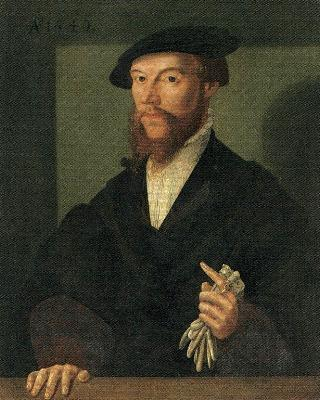
Johannes Calvin (anonymer Künstler um 1540, Wallonisch-Niederländische Kirche Hanau)

Johannes Calvin (* 10. Juli 1509 in Noyon, Picardie; † 27. Mai 1564 in Genf) war einer der einflussreichsten systematischen Theologen unter den Reformatoren des 16. Jahrhunderts. Sein Hauptwerk, die Institutio Christianae Religionis, wird als eine „protestantische Summa“ bezeichnet.
Die Verfolgung der französischen Protestanten unter König Franz I. zwang den Juristen, Humanisten und theologischen Autodidakten Calvin wie viele Gleichgesinnte zu einem Leben im Untergrund, schließlich zur Flucht aus Frankreich. Die Stadtrepublik Genf hatte bei seiner Ankunft dort (1536) gerade erst die Reformation eingeführt. Der Reformator Guillaume Farel machte Calvin zu seinem Mitarbeiter. Nach zweijähriger Tätigkeit wurden Farel und Calvin vom Stadtrat ausgewiesen. Martin Bucer lud Calvin nach Straßburg ein. 1539 erhielt er eine Professur für Theologie an der Hohen Schule von Straßburg. Außerdem war er Pfarrer der französischen Flüchtlingsgemeinde.
Als ihn der Stadtrat von Genf zurückrief, war Calvins Stellung wesentlich stärker als bei seinem ersten Genfer Aufenthalt. Er hatte Erfahrungen mit der Gemeindeorganisation gewonnen, die ihm jetzt zugutekamen. Im Herbst 1541 kam Calvin nach Genf und arbeitete umgehend eine Kirchenordnung aus. Calvins Rückhalt in den folgenden Jahren war das Pastorenkollegium (Compagnie des pasteurs). Der starke Zuzug verfolgter Hugenotten veränderte die Bevölkerungsstruktur Genfs und die Mehrheitsverhältnisse im Stadtrat, was 1555 zur Entmachtung der Calvin-kritischen Ratsfraktion führte. Die 1559 gegründete Akademie profitierte vom Ruf Calvins und machte Genf zum Ziel von Studenten aus mehreren europäischen Staaten.
Calvins Wirken in Genf war durch schwere Konflikte gekennzeichnet, unter denen zwei hervorstechen:
- Die Vertreibung Jérôme-Hermès Bolsecs. Er hatte Calvins Prädestinationslehre kritisiert, wurde deshalb 1551 aus Genf ausgewiesen und verfasste später eine viel rezipierte, polemische Calvin-Biografie.
- Die Hinrichtung des Antitrinitariers Michel Servet (1553). Calvin hatte bereits die Römische Inquisition, die Servet im französischen Vienne verhörte, mit Belastungsmaterial versorgt. Servet floh vor seiner Hinrichtung nach Genf; dort wurde er auf Betreiben Calvins ebenfalls vor Gericht gestellt. Es war ein politischer Prozess, den der Kleine Rat der Stadt an sich zog. Calvin war daran als theologischer Gutachter, nicht als Richter beteiligt. Er befürwortete das Todesurteil und rechtfertigte es nachträglich gegen die Kritik des Basler Humanisten Sebastian Castellio.

Calvins theologisches Hauptwerk ist die Institutio Christianae Religionis, die aber zusammengesehen werden sollte mit Calvins Bibelkommentaren. Die Institutio ist einerseits aus dem Bibelstudium erwachsen, andererseits aus einer intensiven Auseinandersetzung mit den altkirchlichen Dogmen und den Schriften der Kirchenväter, besonders Augustinus von Hippo. Das Zentrum von Calvins Theologie wird unterschiedlich bestimmt: die Majestät Gottes (Benjamin B. Warfield) oder Christus als der Mittler (Wilhelm Niesel); die doppelte Prädestination ist ein Nebenthema. Die Kirchenordnung hatte für Calvin religiöse Relevanz, denn die Kirche solle in ihrer Gestalt ihrem Auftrag entsprechen. Kirchenzucht sei sowohl für die Integrität der Kirche als auch für die persönliche Heiligung der Mitglieder unverzichtbar.

## Name
Der Reformator hieß eigentlich Jehan (Jean) Cauvin ([ʒɑ̃ koːvɛ̃]). Bereits als Jugendlicher, bei Studienbeginn in Paris, latinisierte er seinen Namen: aus Jean Cauvin wurde Ioannes Calvinus. Dabei mag eine Rolle gespielt haben, dass reale und fiktive Personen namens Calvinus in der Antike mehrfach bezeugt sind, unter anderem ein fiktiver Schriftsteller Calvinus in Martials Epigrammen.
Im französischen Sprachraum ist heute die re-gallizierte Namensform Jean Calvin ([ʒɑ̃ kalvɛ̃]) üblich, im deutschen Sprachraum dagegen Johannes Calvin ([joˈhanəs kalˈviːn] oder, in der Schweiz, [joˈhanəs ˈkalviːn]).

## Leben

### Herkunftsfamilie

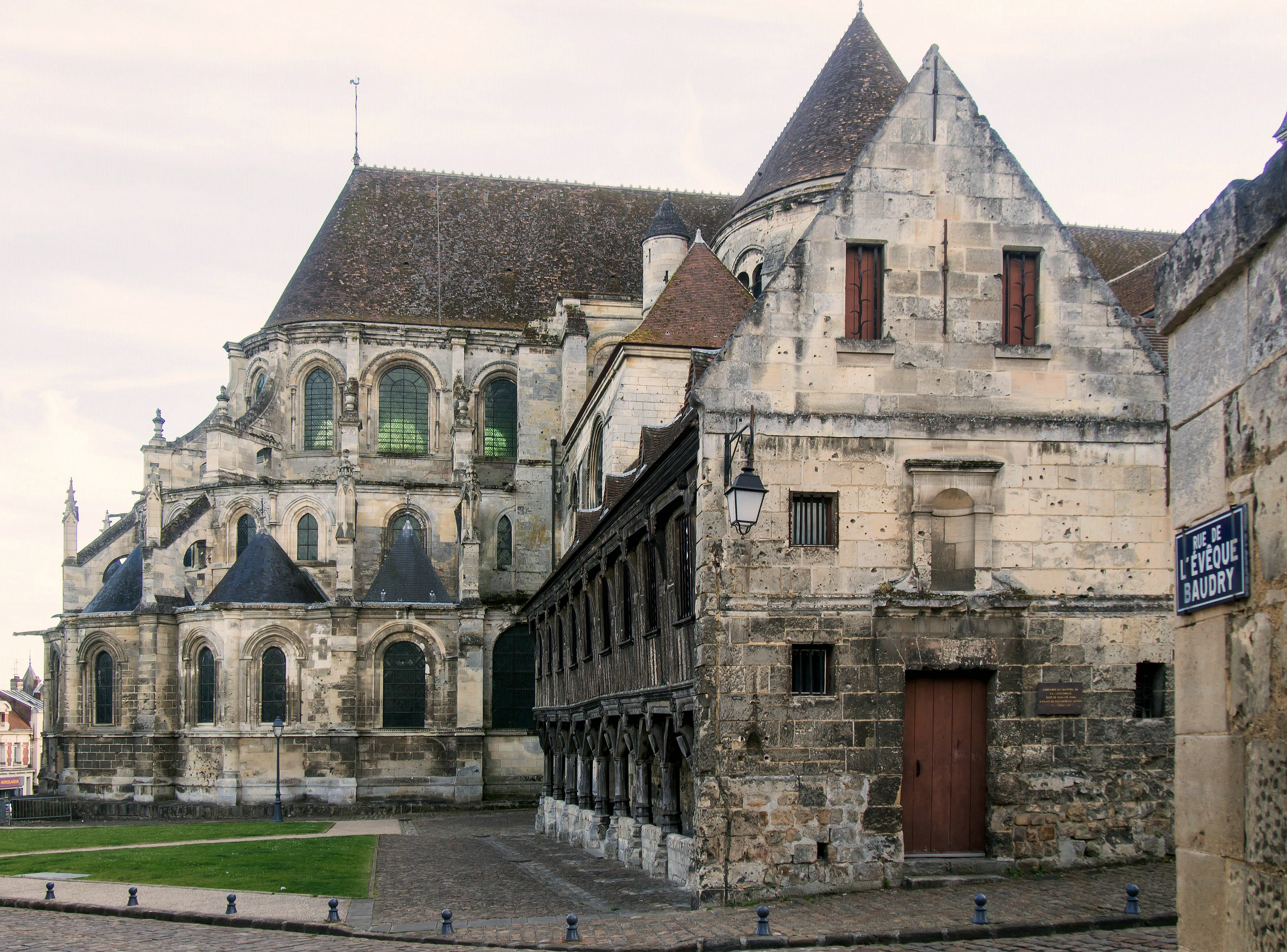
Kathedrale von Noyon, im Vordergrund die Bibliothek des Domkapitels

Jean Cauvin stammte aus einer wohlhabenden und angesehenen Familie der Bischofsstadt Noyon in der Picardie. Sein Vater Gérard Cauvin war von Pont-l’Évêque hierher zugezogen und arbeitete als Jurist und Finanzberater für den Bischof Charles I. de Hangest und das Domkapitel. Seine erste Ehefrau Jeanne le Franc verstarb früh, von ihr ist wenig bekannt. Der gemeinsame Sohn Jean wurde am 10. Juli 1509 geboren und von einem Domherrn namens Jean de Vatines getauft. Jean Cauvin hatte einen älteren Bruder Charles, einen jüngeren Bruder Antoine und eine Schwester Marie. Weitere Geschwister starben früh. Auch mit Bezug auf den Beruf des Vaters formuliert Wilhelm H. Neuser, Calvin sei „im Schatten einer großen Kathedrale aufgewachsen“; die in der Familie gelebte Frömmigkeit scheint ganz dem damals Üblichen entsprochen zu haben.

### Jugend und Studium in Paris, Orléans und Bourges
Gérard Cauvin sah seinen Sohn Jean, wie schon den älteren Bruder Antoine, für die geistliche Laufbahn vor. Mit etwa sieben Jahren trat er ins Collège des Capettes in Noyon ein, eine Elementarschule. Durch den Kontakt des Vaters zu der adligen Familie de Hangest-Montmort hatte Jean Cauvin Umgang mit den etwa gleichaltrigen Brüdern Jean und Claude de Hangest, den Neffen des Bischofs von Noyon. Er durfte auf Kosten seines eigenen Vaters an deren Hausunterricht teilnehmen und lernte so auch aristokratische Umgangsformen. (Calvin widmete Claude de Hangest, mittlerweile Abt von St. Eligius in Noyon, 1532 seinen Senecakommentar und erinnerte im Vorwort an den gemeinsamen „Unterricht in Leben und Gelehrsamkeit“.) Am 19. Mai 1521, kurz vor seinem zwölften Geburtstag, erhielt er einen Teil einer Pfründe der Kathedrale von Noyon und wurde so zum Kleriker. Das erforderte eine Dispens, da der Junge das kanonische Alter noch nicht erreicht hatte; das war aber nur eine Formalität. Die Pfründe war eine Art Stipendium für das geplante Theologiestudium.
Wahrscheinlich kurz darauf, noch im Jahr 1521 (so Peter Opitz) oder aber 1523/24 (so Wilhelm H. Neuser) kam Calvin gemeinsam mit den Brüdern Jean und Claude de Hangest und deren Tutor nach Paris. Die Universität von Paris bestand aus zahlreichen Kollegien. Einige Monate verbrachte Calvin am Collège de la Marche, um seine Lateinkenntnisse zur Vorbereitung auf das eigentliche Studium zu perfektionieren. Zu seinem Lateinlehrer Mathurin Cordier hatte Calvin eine sehr positive Beziehung. Der Tutor veranlasste aber schon bald, dass Calvin ins Collège de Montaigu wechselte, wo er in Philosophie und Disputationstechnik ausgebildet wurde. Das Collège stand unter der Leitung von Noël Béda, der als Gegner des Bibelhumanismus bekannt war. Vor Calvin hatten bereits Erasmus von Rotterdam und François Rabelais die angesehene Einrichtung besucht, die nach ihren relativ unerfreulichen Erinnerungen eine „Stätte des harten römischen Konservativismus“ (Peter Opitz) war. Wohl etwas später als Calvin studierte Ignatius von Loyola hier. Es scheint, dass Calvin nicht im Internat lebte, sondern als Externer in der Nähe ein Zimmer bewohnte. Er schloss sein Studium an der Artistenfakultät mit dem Magistergrad ab.

„Zur Theologie hatte mich mein Vater bereits als ganz kleinen Knaben bestimmt. Als er aber bemerkte, daß die Rechtwissenschaft ihre Jünger allenthalben reicher macht, … [veranlasste er,] daß ich vom Philosophiestudium weggenommen wurde, das Rechtsstudium zu betreiben.“

Hier deuteten sich wohl schon die Konflikte Gérard Cauvins mit dem Domkapitel von Noyon an, die später eskalierten. (1528 wurde er als Disziplinierungsmaßnahme mit dem Kleinen Kirchenbann belegt: er sollte eine Erbschaftsangelegenheit regeln und hatte sich wegen Krankheit entschuldigen lassen. Nach seinem Tod konnte er deswegen nicht in geweihter Erde bestattet werden.)
Calvin fügte sich den väterlichen Plänen. In Paris konnte man nur das Kanonische Recht studieren, und so wechselte er etwa 1526 an die Universität Orléans zum Studium des Zivilrechts. Damit sah Gérard Cauvin für seinen Sohn eine Karriere als Anwalt oder Richter vor, aber nicht (wie er selbst) im Dienst der Kirche. Calvin hätte nun ein freieres Studentenleben führen können als auf dem Collège de Montaigu; aber er befolgte einen selbstgeschaffenen strikten Lernplan. Der bedeutendste Jurist in Orléans war Pierre de L’Estoile. Er vertrat einen konservativen Zugang zu den Texten. Eine Art Gegenpol war der Humanist Andrea Alciato, der 1529 den Lehrstuhl für Jurisprudenz an der Universität Bourges erhielt. Calvins erster im Druck erschienener Text war ein Vorwort zur Antapologia seines Studienfreundes Nicholas Duchemin (datiert 6. März 1529), in dem dieser seinen akademischen Lehrer Pierre de L’Estoile gegen die Kritik Andrea Alciatos verteidigte. Calvin nahm in seinem Vorwort eine vermittelnde Position ein. Er wechselte im Verlauf des Jahres 1529 von Orléans nach Bourges, um Alciato zu hören.
Mit der Aufnahme des Jurastudiums kam Calvin auch mit dem Humanismus in Kontakt, von dem er auf dem Collège de Montaigu abgeschirmt gewesen war. Duchemin und andere Studienfreunde waren humanistisch interessiert, der für Calvin prägendste Kontakt war jedoch der zu Melchior Volmar in Bourges. Bei ihm nahm er Griechischunterricht und lernte das Neue Testament in der Ursprache zu lesen. Volmars theologische Ansichten und sein Einfluss auf Calvins Entwicklung zum Protestanten sind aber nicht genauer bekannt. Ähnliches gilt auch für Calvins Cousin Pierre-Robert Olivétan. Er beherrschte Hebräisch und Griechisch und übersetzte die Bibel ins Französische (Bible d’Olivétan). Olivétans Aufenthalte in Paris und Orléans fallen zeitlich mit denen Calvins zusammen.

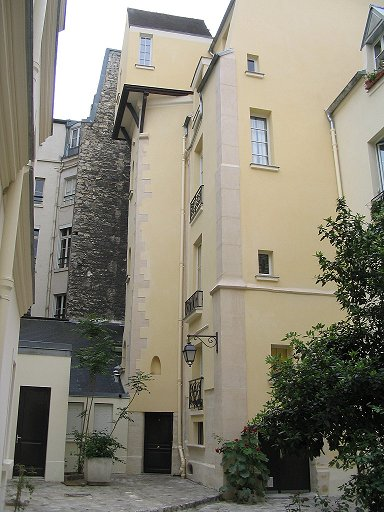
Im Innenhof des Collège Fortet blieb ein mittelalterlicher Wohnturm erhalten, in dem Calvin ein Zimmer gehabt haben soll (Tour Calvin)

Calvins Hinwendung zur Reformation war keine plötzliche Bekehrung. Er selbst schrieb von Fortschritten im Bibelstudium, die ihn der Heiligen- und Bilderverehrung allmählich entfremdeten. Neuser datiert diese Entwicklung in die Jahre 1528/29, als Calvin in Orléans Jura studierte. Eine Zeit der Unsicherheit schloss sich an, in der Calvin sich an den Positionen des bekannten Humanisten Jacques Lefèvre d’Étaples orientierte und in der Öffentlichkeit nicht als Anhänger der Reformation in Erscheinung trat. Lefèvre d’Étaples hielt es zwar für wichtig, das Evangelium zu predigen (Evangelisme), forderte aber keine Änderungen des Gottesdienstes.
Im Mai 1531 kehrte Calvin nach Noyon zurück, weil sein Vater schwer erkrankt war. Sein Tod am 26. Mai war für Calvin eine Zäsur, denn er fühlte sich nicht länger verpflichtet, eine juristische Karriere zu verfolgen, und konnte seinen humanistischen Interessen nachgehen. Dazu zog er nach Paris und besuchte Vorlesungen am Collège des trois langues. Er studierte Altgriechisch bei Pierre Danès, wie er in einem Brief erwähnte; dass er auch Hebräischunterricht bei François Vatable nahm, ist wahrscheinlich. Calvin gehörte zu einem Kreis von Reformhumanisten, der sich im Haus von Étienne de la Forge traf. Hier dürften auch Schriften von Martin Luther und Huldrych Zwingli diskutiert worden sein. In seiner ersten selbständigen Publikation trat Calvin im April 1532 als ambitionierter junger Humanist hervor. Es war ein Kommentar zu Senecas Schrift De clementia („Über die Milde“). Erasmus von Rotterdam hatte sie ediert und zu ihrem Studium aufgerufen. Das setzte Calvin nun um und zeigte, dass er das philologische Instrumentarium beherrschte.
Wahrscheinlich kehrte Calvin nach der Veröffentlichung seines Seneca-Kommentars noch einmal nach Orléans zurück (1532/33) und schloss dort sein Jurastudium ab. Im Herbst 1533 war Calvin dann wieder in Paris und erlebte die Auseinandersetzungen zwischen reformhumanistischen und konservativen Akteuren mit. Calvin zeigte in einem Brief an François Daniel in Orléans (27. Oktober 1533) seine Sympathie für die Reformer. Margarete von Navarra, die Schwester des französischen Königs Franz I., protegierte die Reformer und stand deshalb in der Kritik. Nicolas Cop nutzte seine Antrittsrede als Rektor der Universität Paris zur Verteidigung Margaretes (1. November 1533). Diese Rede ist eine Auslegung der Seligpreisungen der Bergpredigt im Sinne eines Bibelhumanismus, der mit Erasmus, Martin Bucer und vielleicht auch Philipp Melanchthon vertraut war. Cop war mit Calvin befreundet; in der Forschung wird deshalb diskutiert, wie weit seine Rede Calvins Handschrift trägt. Théodore de Bèze, ein späterer Mitarbeiter Calvins, schrieb, Calvin habe diese Rede für Cop verfasst. Während die Artistenfakultät und die Medizinische Fakultät hinter Cop standen, hatte er die Theologische und die Juristische Fakultät gegen sich. Ein Haftbefehl des Parlaments zwang ihn zur Flucht nach Basel. Auch Calvin ging nun in den Untergrund. Seine Wohnung am Collège Fortet wurde durchsucht, seine Briefe beschlagnahmt.

### Leben im Untergrund: Angoulême und Basel (1533–1536)

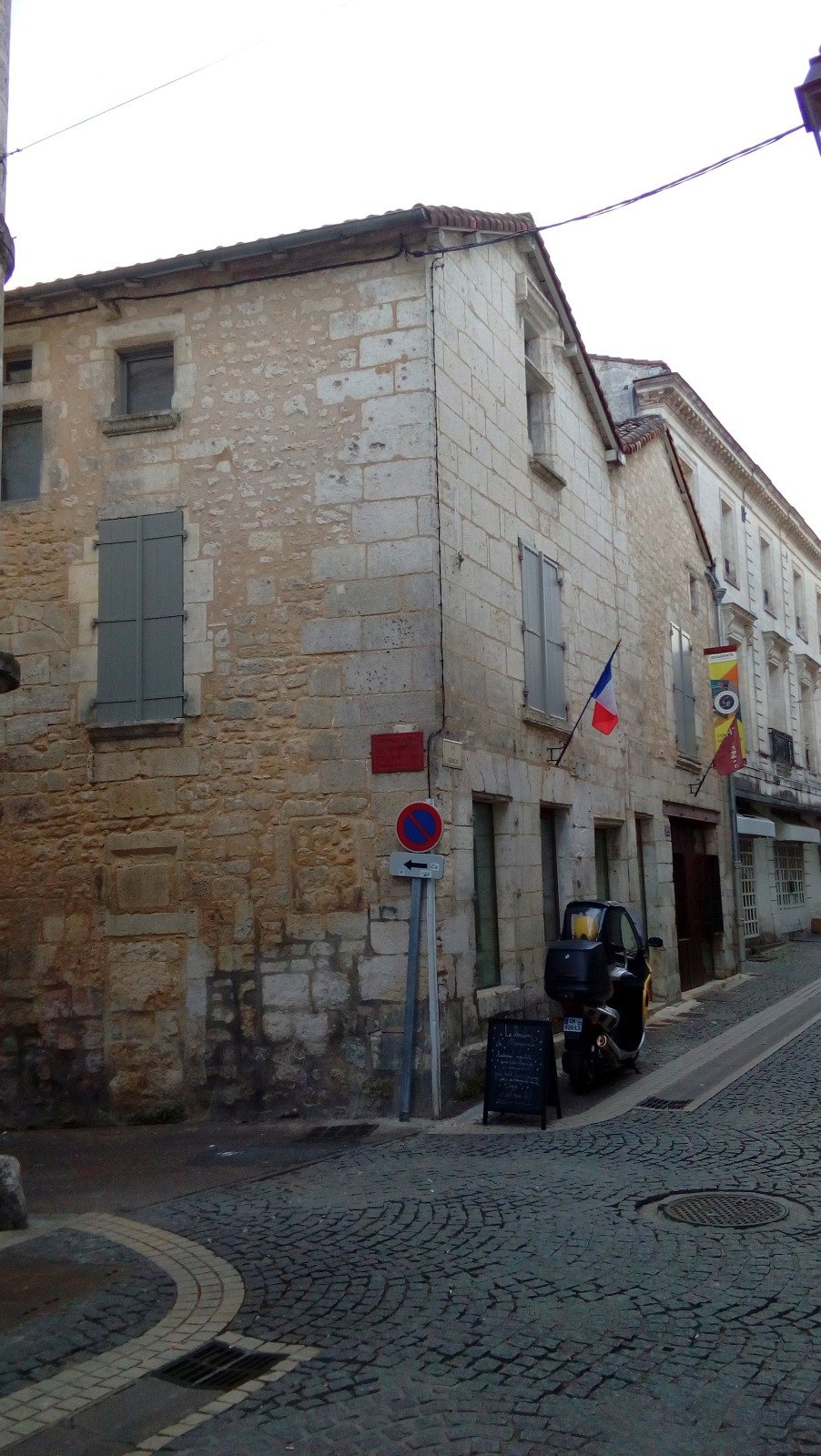
Das Eckhaus Rue de Genève / Rue du Chapeau-Rouge gilt als Calvins Quartier in Angoulême

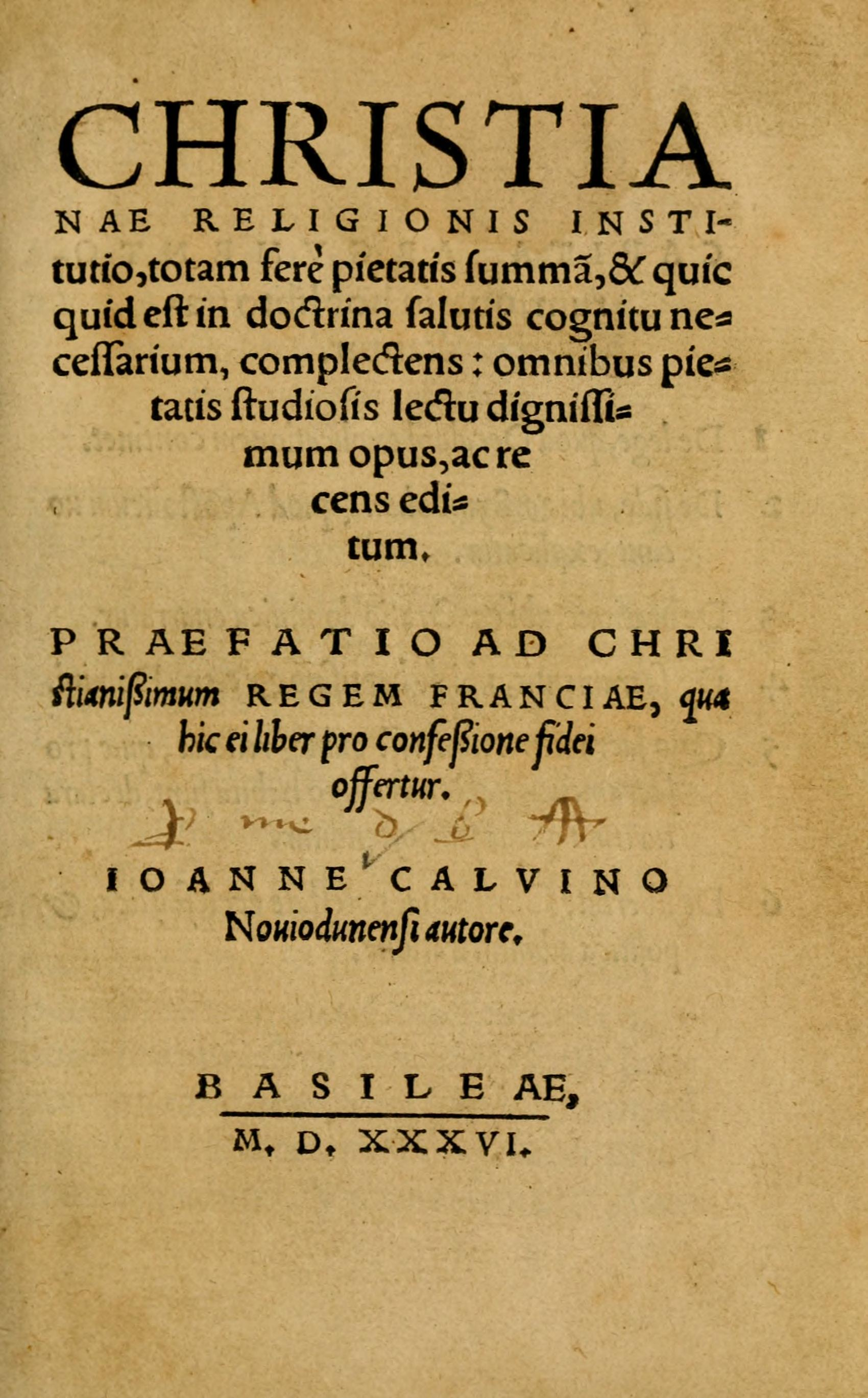
Die 1536 in Basel gedruckte Erstausgabe der Institutio

Das Königreich Navarra bot den religiösen Dissidenten mehr Schutz als Paris oder auch Orléans. Calvins Studienfreund Louis du Tillet, Kanoniker der Kathedrale von Angoulême und seit 1532 Pfarrer im benachbarten Ort Claix, gab ihm ein Quartier. Im Schloss von Angoulême konnte Calvin die Bibliothek der Familie Du Tillet für das Studium der Bibel und der Kirchenväter nutzen. Das waren Vorarbeiten für die 1536 in Basel gedruckte „Unterweisung in der christlichen Religion“ (Institutio Christianae Religionis). Die wichtigste Quelle für Calvins Aufenthalt in Angoulême ist das Werk des Florimond de Raemond (1623), eines Autors der Gegenreformation, der weitere Details über Calvins Aktivitäten dort zu wissen beansprucht. Wilhelm H. Neuser zufolge ist diese Quelle unbrauchbar, da Fiktion und historische Erinnerung nicht mehr zu trennen seien.
Calvin war mittlerweile 25 Jahre alt und konnte die Priesterweihe empfangen; er entschied sich dagegen. Am 4. Mai 1534 reiste er deshalb nach Noyon und gab seine Pfründe offiziell zurück. Streng genommen hätte er sich auch vertreten lassen können, doch geht die Forschung allgemein von einem Besuch Calvin in seinem Herkunftsort aus. Das Datum steht für Calvins Bruch mit der Papstkirche.
Die Plakataffäre (Affaire des Placards) markiert das Ende der relativ toleranten Religionspolitik in Frankreich. Der Anlass dafür war ein Text, in dem die Feier der Heiligen Messe und die Transsubstantiationslehre als Werk des Antichristen diffamiert wurden. Dieser Angriff auf das Allerheiligste Sakrament des Altares traf ins Zentrum spätmittelalterlicher Frömmigkeit. Nach einer ersten Flugblattaktion des Protestanten Antoine Marcourt im Oktober 1534 hatte die altgläubige Seite vorwiegend mit Hostieninszenierungen, etwa durch Prozessionen, reagiert. Das galt als kollektive Buße der Bevölkerung für die Schmähung des Sakraments, war daneben aber auch ein Weg, die Menschen zu mobilisieren und den öffentlichen Raum zu besetzen. Der zweiten Flugblattaktion des gleichen Autors im Januar 1535 folgten landesweite Verhaftungen von Tätern, Mitwissern und verdächtigen „Lutheranern“ (Luthériens). Die monatelange Repression endete mit einem Amnestieangebot für reuige Protestanten (Edikt von Coucy, 16. Juli 1535). Von Oktober 1534 bis Juli 1535 waren allein in Paris 24 Menschen hingerichtet worden, „in so kurzer Zeit wurden nie zuvor und nie danach so viele Todesurteile gegen ‚Ketzer‘ in einer französischen Stadt vollsteckt.“ Eines der Opfer war Étienne de la Forge, in dessen Haus Calvin in seiner Pariser Zeit verkehrt hatte. Du Tillet und Calvin flohen gemeinsam über Metz und Straßburg nach Basel, wo sie wahrscheinlich Anfang 1535 eintrafen.
Die Hinrichtung von Häretikern auf dem Scheiterhaufen war in den 1530er Jahren in Frankreich eine Neuerung und wurde aufwändig inszeniert, deshalb auch nur an ausgesuchten, relativ wenigen Einzelpersonen vollzogen. Es war die Elite der (inhaftierten) Protestanten, die so starb. Das Ziel war, diese Personen zu erniedrigen, vollständig zu vernichten und damit die von ihnen in Frage gestellte alte religiöse Ordnung symbolisch wieder in Kraft zu setzen. Die zuschauende Menge war in diesen Anfangsjahren vorwiegend neugierig, im späteren Verlauf aber immer aggressiver gegenüber den Todeskandidaten und ihren Sympathisanten, so dass das inszenierte Ritual der Obrigkeit entglitt und es zu Lynchjustiz und Tumulten kam.

„Siehe, als ich jedoch unerkannt in Basel mich versteckte, wurden viele fromme Leute in Frankreich verbrannt. […] Da schien es mir, dass mein Schweigen nicht zu rechtfertigen sei gegen den Vorwurf der Treulosigkeit, wenn ich nicht mutig widersprechen würde.“

Am 23. August 1535 schrieb Calvin einen Brief an König Franz I., in dem er für die Opfer der Protestantenverfolgung Partei ergriff und die Vorwürfe gegen sie zu entkräften suchte. Es wurde als Widmungsschreiben der 1536 gedruckten Institutio vorangestellt.
Calvin lebte in Basel im Untergrund, so dass für diese anderthalb Jahre nur wenige direkte Quellen vorhanden sind. Es war indes eine für Calvins Entwicklung wichtige Zeit: Erstmals trat er in den Kommunikationsraum der oberdeutsch-schweizerischen Reformation ein, die maßgeblich durch Huldrych Zwingli in Zürich und Johannes Oekolampad in Basel geprägt war. Beide waren im Jahr 1531 verstorben. Als Calvin nach Basel kam, amtierte dort Oswald Myconius als leitender Pfarrer (Antistes), ein Schüler Zwinglis. In Basel begegnete Calvin Heinrich Bullinger, dem Zürcher Reformator. Er freundete sich mit Simon Grynaeus an und besuchte seine Römerbriefvorlesung.
Calvin verfasste unter seinem vollen Namen eine Vorrede für die Olivétanbibel; die Abkehr von Jacques Lefèvre d’Étaples wird deutlich. Ein mit den Initialen V. F. C. versehenes weiteres Vorwort bezeichnet die Juden als „das mit uns verbundene und konföderierte Volk des Sinaibundes“; diese Formulierung stammt nicht von Calvin selbst, aber aus seinem Umfeld.
Im März 1536 druckten Thomas Platter und Balthasar Lasius in Basel Calvins lateinische Erstfassung der Institutio, deren Text weitgehend in Frankreich verfasst worden war. Dieses Werk machte Calvin bekannt. Es gibt starke Gemeinsamkeiten mit Luthers Kleinem Katechismus und generell Berührungen mit Luthers Theologie, aber Calvin fügte weitere Themen hinzu, so dass die Institutio eine komplette, wenn auch knappe Dogmatik darstellt. Sehr kennzeichnend ist, wie Calvin den Ausgangspunkt der Theologie bestimmt: Erkenntnis Gottes und Selbsterkenntnis des Menschen (cognitio Dei ac nostri).

### Erste Genfer Zeit (1536–1538)

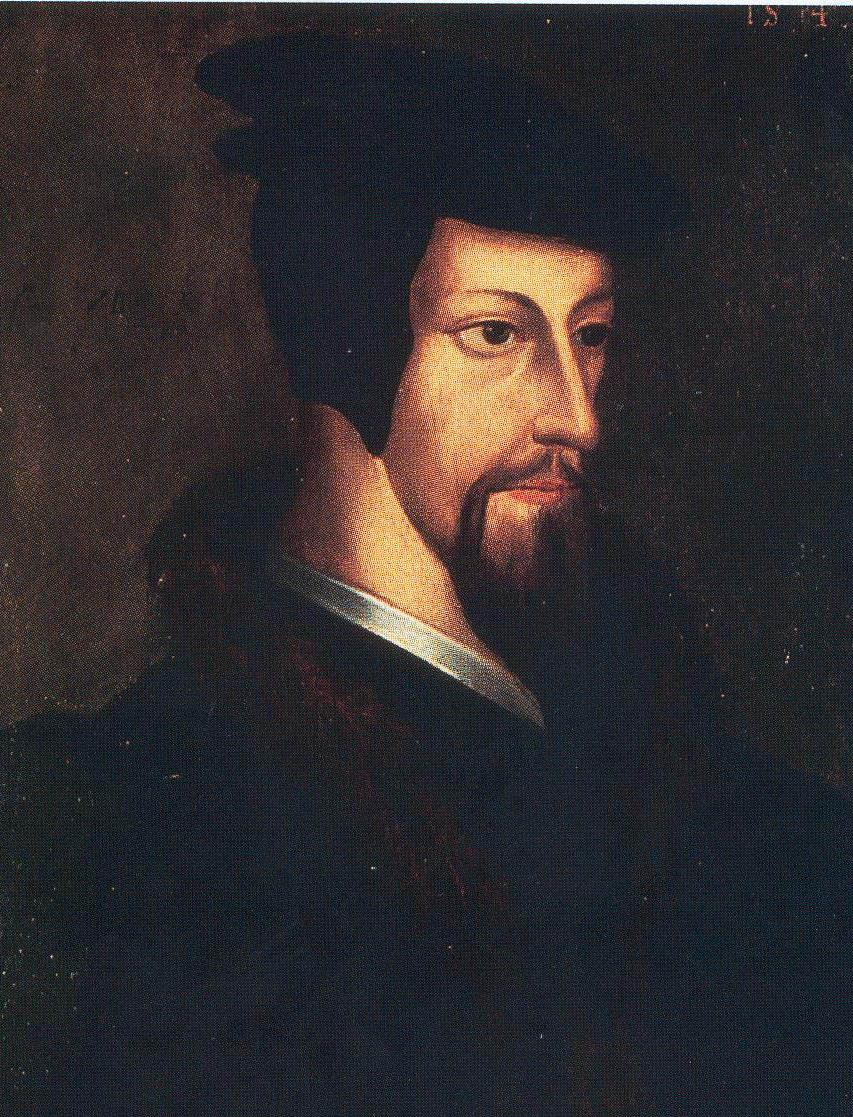
Calvin als junger Mann (anonymer Künstler, 1535, Bibliothek von Genf)

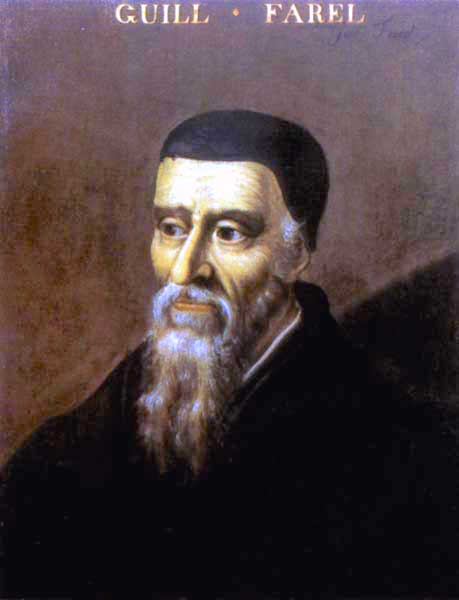
Guillaume Farel (anonymer Künstler, 16. Jahrhundert, Bibliothek von Genf)

Das Genf des Jahres 1536 war keine Metropole wie Basel, Bern oder Zürich, hatte aber durch einen Burgrechtsvertrag mit Bern und Freiburg die städtische Unabhängigkeit vom Bischof errungen. Diesen Bischofssitz hatten Mitglieder des Hauses Savoyen traditionell innegehabt, nun galt es, sich dem politischen Zugriff des Herzogtums Savoyens zu entziehen. Genf war damit erfolgreich, gewann „als einzige Stadt Europas seine Unabhängigkeit und wurde eine selbstregierte Stadtrepublik.“ (Philip Benedict) Die Kehrseite dieser Unabhängigkeit von Savoyen war allerdings, so Volker Reinhardt, die politische Anlehnung an die „europäische Großmacht Bern.“
Genfs Übergang zum Protestantismus war weniger religiös motiviert gewesen als vielmehr ein Schritt der Emanzipation von Savoyen. Guillaume Farel war 1532 mit einem Berner Geleitbrief nach Genf gekommen. Zunächst hatte sich der Stadtrat gegen Veränderungen gesträubt, aber nach einem Bildersturm im Sommer 1535 war für Farel der Weg frei, neue Regeln des religiösen und bürgerlichen Alltags in Kraft zu setzen: Gottesdienstreformen, Abschaffung der Heiligenverehrung, Verbot von Prostitution, Tanz und Wirtshäusern, eine Neuordnung des Schulwesens und der Armenfürsorge. Nachdem die Stadt Bern Anfang 1536 die Waadt erobert hatte und damit das Umland von Genf kontrollierte, hatte die „Allgemeine Versammlung“ (Conseil général) der Genfer am 21. Mai 1536 gelobt, nach dem „heiligen evangelischen Gesetz und Wort Gottes“ leben zu wollen.
Im Frühjahr 1536 reisten Johannes Calvin und Louis du Tillet von Basel nach Ferrara. Sie besuchten den Hof der Herzogin Renée de France; hier hielten sich viele protestantische Flüchtlinge aus Frankreich auf. Die Religionsverfolgung wurde im Sommer 1536 in Frankreich vorübergehend ausgesetzt, damit Personen aus dem Exil zurückkehren und der Häresie abschwören könnten. Calvin nutzte dies, um Erbschaftsfragen in seiner Familie zu klären. Am 2. Juni 1536 traf er deshalb mit seinen Brüdern Charles und Antoine in Paris zusammen. Anschließend wollte er nach Straßburg reisen, war aber gezwungen, einen Umweg über Genf zu nehmen. Als er dort im Juli 1536 eintraf, war er gerade 27 Jahre alt, aber durch die Institutio kein Unbekannter mehr. Deshalb suchte ihn der rund 20 Jahre ältere Guillaume Farel auf und setzte ihn unter Druck, in Genf zu bleiben und sich dort am Aufbau einer reformierten Kirche zu beteiligen. Diese Episode aus Calvins Biografie kann aber auch eine nachträgliche Stilisierung der Ereignisse sein, die begründen sollte, warum Calvin, ein Jurist ohne theologische Ausbildung und ohne Ordination, in Genf die Aufgaben eines Pfarrers wahrnahm.
Am 5. September 1536 ernannte der Stadtrat von Genf Calvin zum Lektor. Er hielt fortan Vorträge in der Kathedrale St. Peter und leitete Gottesdienste. In den folgenden zwei Jahren wirkte Calvin stets als Mitarbeiter Farels, der die Agenda bestimmte.
Anfang Oktober 1536 nahm Calvin an einer Disputation in Lausanne teil. Der Rat von Bern hatte die französischsprachigen katholischen Geistlichen der Waadt hierhin eingeladen; man plante, sie in einer theologischen Diskussion für die Anliegen der Reformation zu gewinnen, um sie anschließend als Seelsorger auf dem Lande einsetzen zu können. Es war allerdings kein großer Erfolg: von etwa 160 katholischen Pfarrern, die in Lausanne erschienen waren, ließen sich weniger als 20 überzeugen. In zeitlicher Nähe zur Disputation von Lausanne, vermutlich früher, verfasste Calvin einen französischen Katechismus für die Einwohner Genfs, inhaltlich eine Zusammenfassung der Institutio in ihrer Erstfassung von 1536. Farel kürzte Calvins Text erheblich, erweiterte ihn aber auch um Passagen, die die Erfahrungen der Disputation von Lausanne spiegeln. Die Papstkirche, die in Calvins Katechismus nicht explizit kritisiert worden war, wird nun als teuflisch gebrandmarkt: Ortskirchen, die sich Rom unterstellen, seien „eher Synagogen des Teufels als christliche Kirchen.“
Mitte Januar 1537 beantragte Farel im Namen der Pastorenschaft beim Stadtrat von Genf, Reformen einzuführen, die einen deutlichen Bruch mit dem Katholizismus darstellten:
- Regelmäßige Feier des Abendmahls (idealerweise wöchentlich, zunächst aber monatlich);
- Vollmacht der Geistlichen, Gemeindeglieder vom Abendmahlsempfang auszuschließen (Exkommunikation);
- Psalmengesang der Gemeinde anstelle des Chorgesangs;
- Katechismusunterricht der Jugend;
- Abschaffung der päpstlichen Eheverbote; Einsetzung eines Ehegerichts aus Ratsmitgliedern, in dem Pfarrer als Berater beteiligt sind.

Dass Calvin diese Maßnahmen mittrug, führte dazu, dass sein damals engster Freund Louis du Tillet zu ihm auf Distanz ging. Er zog im Sommer 1537 zunächst von Genf nach Straßburg und kehrte dann nach Frankreich zurück, wo er seinen Frieden mit der römisch-katholischen Kirche machte. Er meinte, dass es in dieser Kirche schwere Missstände gebe. Aber es blieb die Kirche, in die er hineingetauft war. An Calvin schrieb er, dieser neige dazu, sein Urteil mit dem Urteil Gottes zu verwechseln. Menschen wie du Tillet waren für Calvin „Nikodemiten“: Wie die biblische Figur Nikodemus hatten sie die Wahrheit erkannt, verweigerten aber die Konsequenz – in diesem Fall den Bruch mit der Papstkirche. Die „Nikodemiten“-Polemik zieht sich ab 1537 (Epistolae duae) durch Calvins Werk; seine Argumentation mit biblischen Paradigmen erschwert es für Historiker, die tatsächlichen Positionen der so diffamierten Personen zu erkennen.
Pierre Caroli, der seit November 1537 als Pfarrer von Lausanne amtierte, stammte wie Calvin aus dem Humanistenkreis um Jacques Lefèvre d’Étaples und war ebenfalls nach der Plakataffäre aus Frankreich geflohen. Er verstand sich als Protestant, vertrat aber konservativere Ansichten als Farel und Calvin. Als ihm das vorgeworfen wurde, bezichtigte er die Genfer Pfarrer des Arianismus und forderte sie auf, um sich vom Verdacht der Häresie zu reinigen, das Athanasische Glaubensbekenntnis (Athanasianum) zu unterschreiben. Calvin wurde also eine häretische Abweichung von der Trinitätslehre unterstellt. Er weigerte sich, eine Unterschrift zu leisten, weil er Caroli die Autorität bestritt, ihn dazu zu nötigen. Dabei ließ er aber auch durchblicken, dass die Bibel wichtiger als das Athanasianum sei. Eine Synode in Lausanne und die Berner Pfarrerschaft erklärten im Mai 1538 die Trinitätslehre Calvins für rechtgläubig. Caroli verlor seine Stelle. Er kehrte nach Frankreich und damit auch in die römisch-katholische Kirche zurück.
Angehörige der Genfer Oberschicht erklärten, sie seien für die Reformation, aber wollten in Freiheit leben und nicht nach den Regeln Farels. Der Widerstand machte sich an zwei Punkten fest: man verweigerte den Eid auf das im Katechismus formulierte Glaubensbekenntnis, und man gab den Geistlichen nicht das Recht zur Exkommunikation. Anfang 1538 eskalierte der Konflikt; Farel und Calvin erklärten, Unruhestifter vom Abendmahl ausschließen zu wollen, was der Stadtrat ihnen untersagte. Im Februar wurden Mitglieder der Stadtregierung gewählt; nun kamen einige erklärte Gegner Farels neu in den Stadtrat. Im März nahmen Farel und Calvin an einer Synode in Lausanne teil, wo die politisch dominierende Stadt Bern versuchte, ihre eigenen Gottesdienstformen auch für Genf verbindlich zu machen, zum Beispiel Spendung der Taufe an Taufsteinen und Abendmahlsfeier mit Hostien statt mit Brot. Genf hatte alle christlichen Feiertage abgeschafft, die nicht wie Ostern auf einen Sonntag fielen, nun sollten die wichtigsten, darunter Weihnachten und Christi Himmelfahrt, wieder begangen werden. Farel und Calvin hatten Bedenken und sollten daraufhin dem Stadtrat zusichern, dass sie beim anstehenden Osterfest das Abendmahl mit Hostien feiern würden. Sie reagierten ausweichend. Die Verhaftung des blinden Pfarrers Jean Corauld wegen polemischer Predigt verschärfte den Konflikt zwischen Pastorenschaft und Stadtrat weiter; schließlich verbot der Stadtrat Farel und Calvin, Ostergottesdienste zu feiern. Die beiden setzten sich in provokanter Weise darüber hinweg: am Ostersonntag, dem 21. April 1538 bestiegen Calvin in der Kathedrale St. Peter und Farel in St. Gervais die Kanzeln, predigten und erklärten danach, das Abendmahl nicht feiern zu wollen. Das war „die großartigste Exkommunikation …, welche die Geschichte kennt: eine ganze Stadt wurde vom Abendmahl ausgeschlossen durch zwei Prädikanten …“ (Walther Köhler) Der Stadtrat reagierte umgehend. Am 23. April wies er die beiden Pfarrer aus. Calvin ging daraufhin nach Basel und Straßburg, Farel war ab Sommer 1538 Pfarrer in Neuchâtel.

### Straßburg (1538–1541)

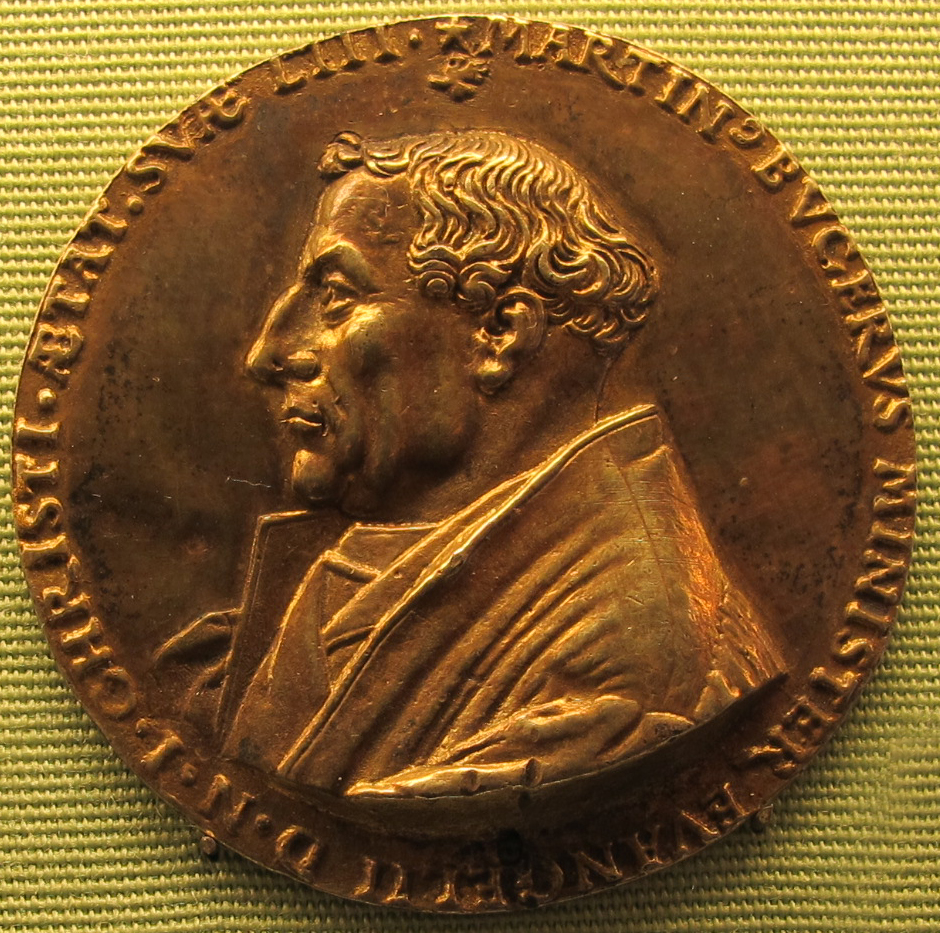
Martin Bucer 1543 (Friedrich Hagenauer, Medaille, Staatliche Münzsammlung München)

Calvin, aus Genf ausgewiesen, hatte sich zunächst in Basel niedergelassen, aber Martin Bucer überzeugte ihn, zu ihm nach Straßburg zu kommen. Er verließ Basel am 23. August 1538. In Straßburg wohnte er zuerst bei Wolfgang Köpfel, dann bei Bucer und schließlich in einem Haus im Thomaskirchenviertel. Am 29. Juli 1539 erwarb er das Straßburger Bürgerrecht. Köpfel schlug vor, Calvin mit Vorlesungen zum Neuen Testament an der Hohen Schule von Straßburg zu beauftragen. Am 1. Februar 1539 wurde er, zuvor ehrenamtlich tätig, für ein Jahr zum Professor der Theologie ernannt. Als Exeget hatte Calvin bald einen guten Ruf und zog Studenten aus Frankreich an. Sein Kennzeichen war die knappe und klare Kommentierung des Bibeltextes (perspicua brevitas), während Bucer vom Bibeltext ausgehend thematische Exkurse einschob. Durch den Kontakt mit dem 18 Jahre älteren Martin Bucer wurde Calvin in seiner Theologie geprägt, beispielsweise in der Prädestinationslehre, im Abendmahlsverständnis, in der Pneumatologie, Ekklesiologie und Bundestheologie. „Mehr als Luther legen sie [Bucer und Calvin] den Schwerpunkt auf die Heiligung des Glaubenden […]. Sie teilen das Idealbild von einer christlichen Stadt […]“ Die Institutio erschien 1539 in erweiterter Fassung. 1540 erschien mit dem Römerbriefkommentar ein Hauptwerk innerhalb von Calvins Bibelauslegungen.

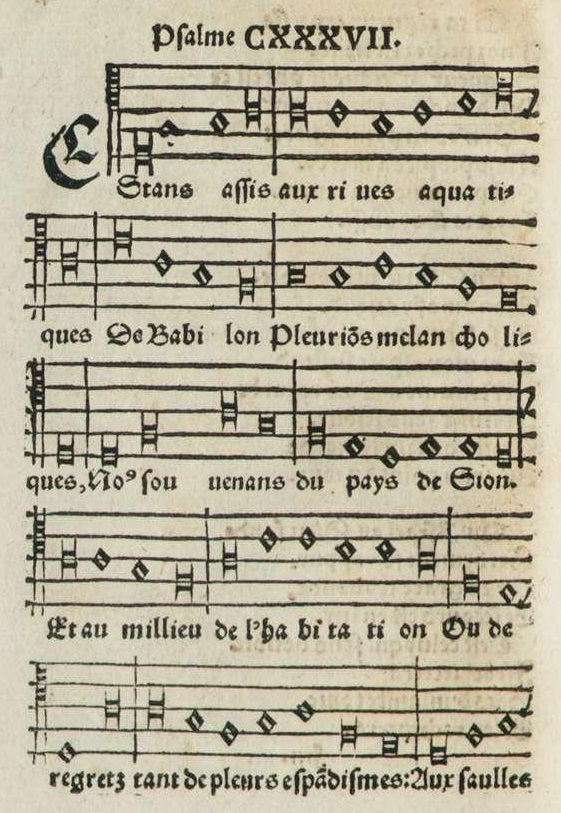
Psalm 137, in: Aulcuns pseaulmes et cantiques mys en chant (Straßburg 1539)

In Straßburg gab es schon seit 1535 einige hundert französische Glaubensflüchtlinge, meist aus Metz. Calvin organisierte sie als Gemeinde mit ihm selbst als Pfarrer, sowie Kirchenältesten und Diakonen, die zusammen das Konsistorium bildeten. Die Kirchenältesten sollten sowohl gegenüber den Gemeindegliedern die Kirchenzucht ausüben, als auch Predigt und Lebenswandel der Geistlichen überprüfen. Die Gottesdienste fanden zunächst in St. Nikolaus, dann in St. Magdalena und ab 1541 im Chor der Dominikanerkirche statt. Calvin predigte sechsmal pro Woche, davon zweimal am Sonntag. Die Liturgie entsprach dem, was in Straßburg üblich war. Um am monatlich gefeierten Abendmahl teilzunehmen, benötigte man bei Bucer eine Einzelbeichte mit Absolution, in Calvins französischer Gemeinde dagegen eine Zulassung, die nach einem Prüfungsgespräch erteilt wurde. Die Gemeinde sang im Gottesdienst Psalmen; 1539 veröffentlichte Calvin mehrere französische Psalmbereimungen zu Melodien von Matthias Greitter und Wolfgang Dachstein (Aulcuns pseaulmes et cantiques mys en chant). Nur die Reimfassung von Psalm 25 und Psalm 46 ist sicher Calvin zuzuweisen; 13 der insgesamt 22 Texte stammen aus der Feder von Clément Marot.
Aus eigener Initiative schloss sich Calvin im Februar 1539 der Straßburger Delegation zum Frankfurter Konvent an. Einerseits wollte er um Unterstützung für die verfolgten französischen Protestanten werben – hier ist aber nicht dokumentiert, was er konkret unternahm oder erreichte. Das andere Motiv war, dass er Philipp Melanchthon persönlich kennenlernen wollte. An Guillaume Farel schrieb er Ende März, er habe mit Melanchthon über viele Dinge reden können. In der Abendmahlslehre bestehe Übereinstimmung, und Melanchthon finde die Kirchenzucht ebenfalls sehr wichtig. Er würde auch gern die kirchlichen Zeremonien stärker reduzieren, setze aber auf ein schrittweises Vorgehen.

### Zweite Genfer Zeit (1541–1564)

#### Neuordnung der Genfer Kirche
1540 bat der Rat der Stadt Genf Calvin um seine Rückkehr. Ausschlaggebend hierfür war, dass er und Farel nach ihrer Ausweisung weiterhin eine Anhängerschaft in Genf hatten, die Guillermins (nach Farels Vornamen Guillaume benannt). Sie setzten sich im August 1540 politisch durch; im Oktober erreichte Calvin dann die Einladung, wieder nach Genf zu kommen. Der Kurienkardinal Jacopo Sadoleto hatte an die Genfer eine Einladung gerichtet, in den Schoß der römischen Kirche zurückzukehren, und die Genfer wünschten eine schroffe Zurückweisung dieses Angebots, aber mit theologischem Niveau: dazu brauchte man Calvin. Dieser lieferte dann auch eine glänzende Streitschrift ab. In längeren Verhandlungen setzte Calvin Zugeständnisse für seine Rückkehr durch, unter anderem die Zusage, eine Kirchenordnung, einen Katechismus und die Kirchenzucht einzuführen. Calvin hatte in Straßburg miterlebt, wie Bucers Versuch, kirchliche Disziplinarmaßnahmen durchzusetzen, gescheitert war. „Er wollte in Genf das durchführen, was Bucer in Straßburg nicht erreichte.“
Calvins Stellung in Genf

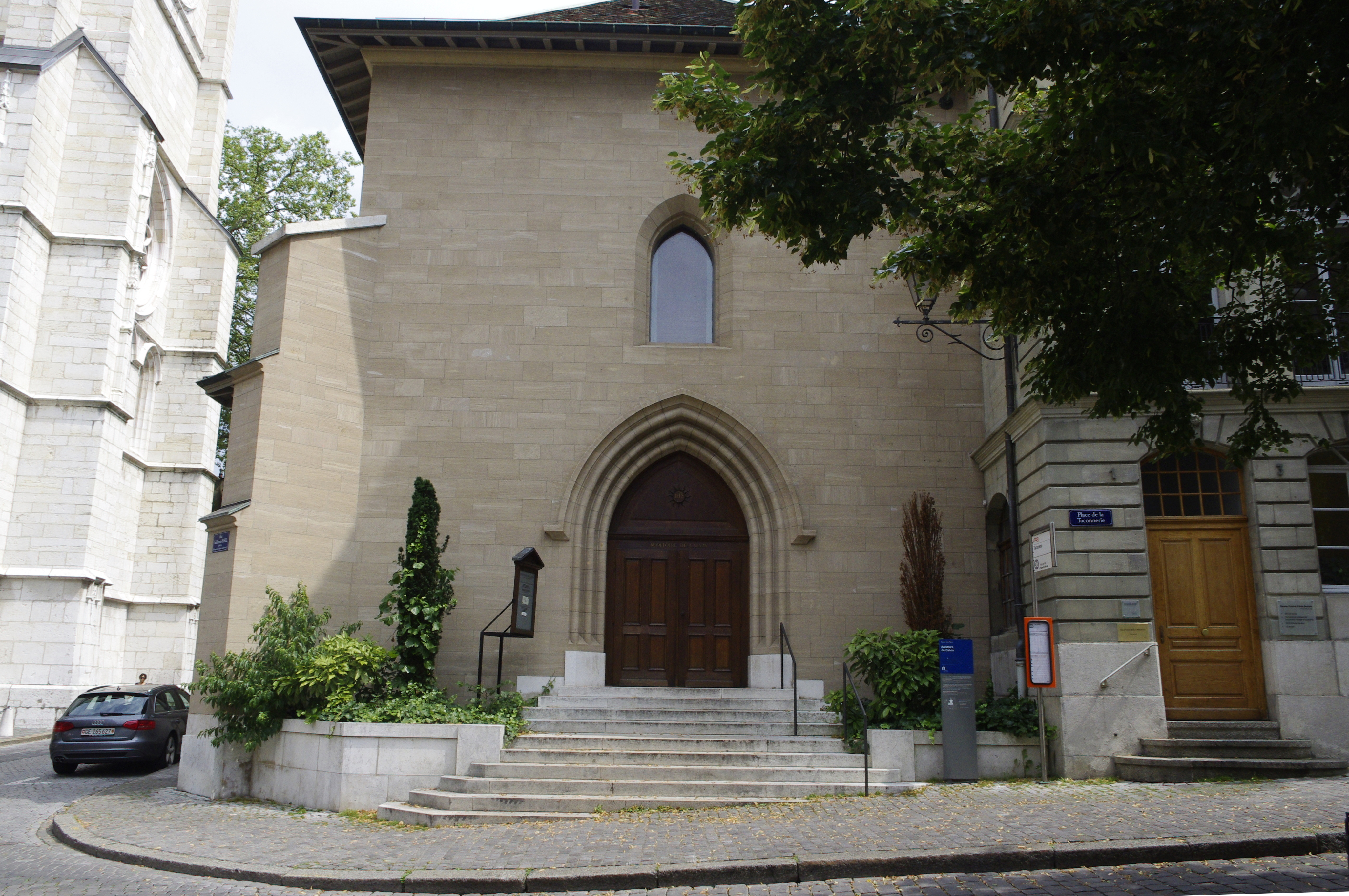
Calvins Auditorium in Genf, Place de la Taconnerie

Im September 1541 kehrte Calvin nach Genf zurück, und noch im gleichen Jahr entstand unter seiner Federführung die Genfer Kirchenordnung (Ordonnances ecclesiastiques). 1542 folgte der zweite Genfer Katechismus. Calvin hatte nun verschiedene Möglichkeiten, auf die Genfer Bevölkerung Einfluss zu gewinnen:
- Predigten: Er predigte sonn- und werktags, wobei er aktuelle Bemerkungen in seine Schriftauslegung einfließen ließ und mitunter die Stadtregierung offen kritisierte.
- Konsistorium: Dies war eine kirchliche Disziplinarbehörde, je zur Hälfte Älteste und Pastoren. Sie behandelte Anzeigen gegen Personen, die beispielsweise katholischen Glaubenspraktiken weiter anhingen, Fälle von Streit, Ehebruch, Spiel, Tanz, Alkoholgenuss, Wirtschaftsvergehen (Betrug, Wucher), übler Nachrede usw. Meist endete das Verfahren mit einer Ermahnung der Betroffenen durch Calvin selbst. Wenn das nicht wirkte, wurde die Person vom Abendmahl ausgeschlossen, bis sie Besserung zeigte. Manchmal musste eine öffentliche Wiedergutmachung stattfinden.
- Gesetzgebung: Der juristisch ausgebildete Calvin wurde zum Berater der Genfer Stadtregierung. Das Ergebnis waren zum Beispiel Gesetze, die unpassende Taufnamen verboten (und damit in das Recht der Eltern zur Namenswahl eingriffen), Sonntagsheiligung, die Bewirtung von Auswärtigen in Gaststätten (Tischgebet, Vorhandensein von Bibeln), Strafen gegen Blasphemie, Unzucht, Trunkenheit, Landstreicherei usw. Calvin machte auch Vorschläge zur Straßenreinigung, Lebensmittelkontrolle, zum Unfallschutz (Geländer an Fenstern) und zum Aufbau einer Textilindustrie, um Arbeitsplätze für die nach Genf strömenden französischen Flüchtlinge zu schaffen.[59]

Politische Organisation Genfs

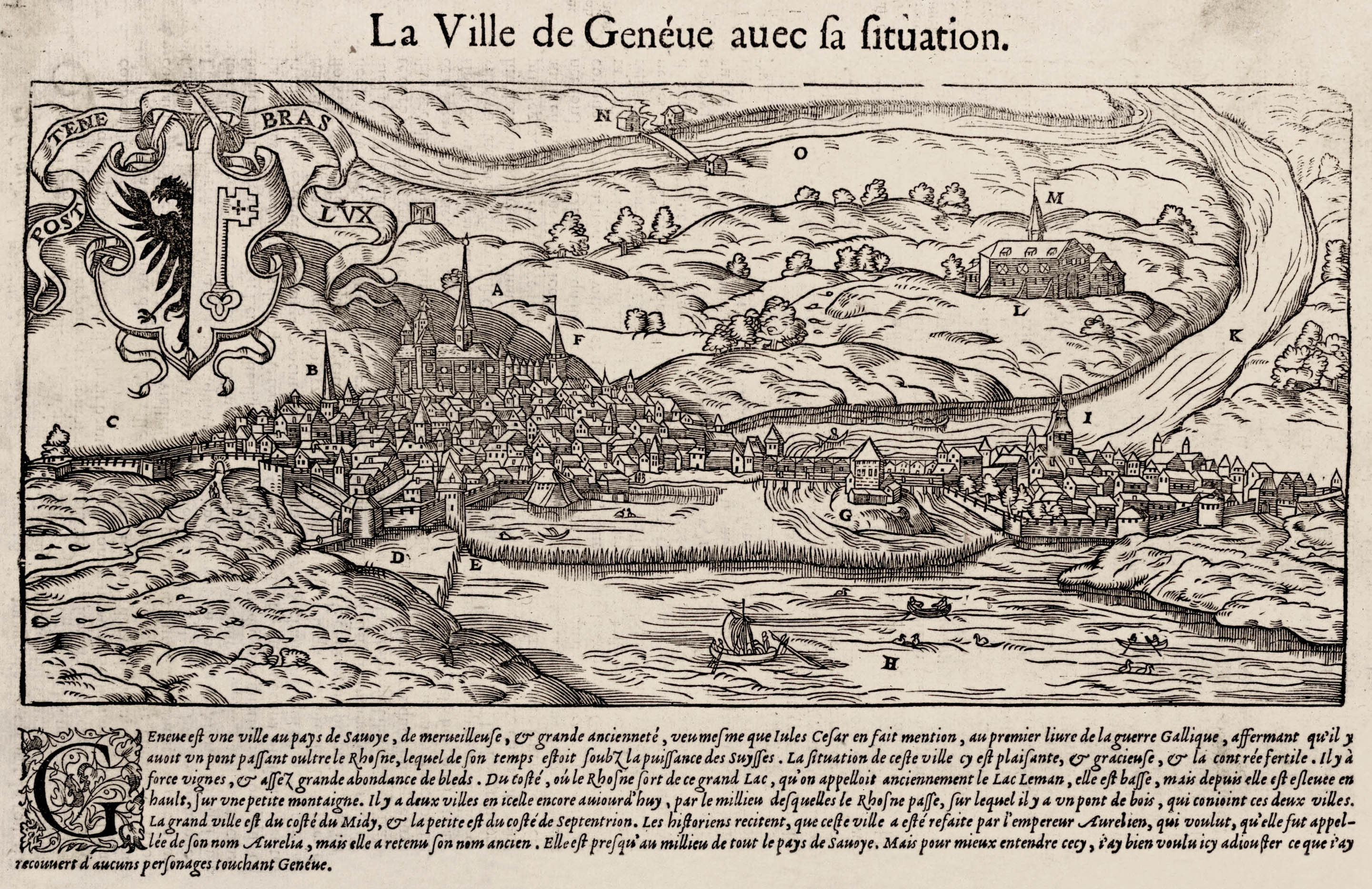
Genf 1552

Die Stadtrepublik Genf wurde zu Calvins Zeit „durch eine Mischform von oligarchischen, demokratischen und ständischen Elementen regiert“, so Peter Opitz:
- An der Allgemeinen Versammlung (Conseil Général) konnte man als alteingesessener Genfer (citoyen) ebenso wie als Neubürger (bourgeois), nicht aber als bloßer Einwohner (habitant) teilnehmen und dort über neue Gesetze oder die Vergabe von Ämtern mitentscheiden.
- Dem Kleinen Rat (Petit Conseil) gehörten 25 gebürtige Genfer an, die jährlich von der Allgemeinen Versammlung aus dem Rat der Zweihundert gewählt wurden. Der Kleine Rat bestimmte seinerseits die personelle Zusammensetzung des Rats der Zweihundert.
- Vier Bürgermeister (Syndics), die jährlich neu von der Allgemeinen Versammlung ernannt wurden, hatten während ihrer Amtszeit die größte Machtfülle.

Kirchliche Organisation Genfs: Compagnie des pasteurs und Konsistorium
Die Reformierte Kirche von Genf wurde zur gleichen Zeit von der Compagnie des pasteurs geleitet, in der Regel 10 Pastoren unter dem Vorsitz des sogenannten Moderators – dieses Amt hatte Calvin meist selbst inne. Grundlegend für Calvins Erfolg in Genf war, so Volker Reinhardt, dass er diese Pastorenschaft zu einer Solidargemeinschaft formte, bzw. zu einer „Lehr- und Kampfgemeinschaft von monolithischer Geschlossenheit.“ Wenn Calvin sich mit Wünschen an den Stadtrat wandte, so tat er das stets als Sprecher der Compagnie des pasteurs; dabei wurde er oft von anderen Mitgliedern dieses Gremiums begleitet. Das Konsistorium, das mit der Kirchenzucht beauftragt war, wurde von einem städtischen Syndic geleitet. Mitglieder waren alle Pastoren der Stadt und ein jährlich neu gewählter Ausschuss der Stadtregierung, die zwölf Kirchenältesten. Sie wurden faktisch oft in ihrem Amt bestätigt und nicht neu bestimmt. Das Konsistorium tagte wöchentlich. Die Akten zeigen, dass Calvin sich bei den hier verhandelten Fällen sehr unterschiedlicher Art aktiv einbrachte und meist die Zurechtweisung der angezeigten Personen formulierte, mit der das Konsistorium seine Verhandlung abschloss.
Viermal im Jahr wurde in Genf ein Abendmahlsgottesdienst gefeiert. Dort nicht das Abendmahl empfangen zu dürfen (Exkommunikation), war eine gefürchtete Strafe. Die Folgen betrafen auch das bürgerliche Leben: Ein Exkommunizierter konnte in Genf nicht heiraten und kein Patenamt übernehmen, war also gesellschaftlich ausgegrenzt. Hinzu kam die öffentliche Beschämung. Das Konsistorium bestand darauf, die Exkommunikation nach eigenem Ermessen zu verhängen, ohne dass ein Betroffener dagegen an die Stadtregierung appellieren konnte. Ami Perrin, ein prominenter Genfer Bürger, und die „Kinder Genfs“ (Enfants de Genève) opponierten dagegen. Auch andere Mitglieder der Schweizer Konföderation, wie Bern und Zürich, lehnten die Exkommunikationsstrafe wegen ihrer Missbrauchsmöglichkeiten ab. Sie erinnere an die Art, wie Päpste und Bischöfe in vorreformatorischer Zeit regiert hätten. Calvin und die Compagnie des pasteurs bestanden aber darauf, dass sie ohne Recht zur Exkommunikation nicht amtieren könnten und lieber Genf verlassen wollten.

#### Prozesse wegen „Pestverbreitung“ (1545)
Seit dem Herbst 1542 wurde Genf mehrfach von Pestwellen heimgesucht. Der Rat verpflichtete die Pfarrer, die Pestkranken im Spital zu betreuen; Pierre Blanchet übernahm diese Aufgabe, Calvin meldete sich als dessen Stellvertreter. Als Blanchet im Frühjahr 1543 selbst an der Pest starb, wurde Calvin von der gefährlichen Tätigkeit im Spital freigestellt, da er anderswo gebraucht werde. Indes war es nicht einfach, einen Nachfolger für Blanchet zu finden. Die Pfarrer räumten gegenüber dem Rat ein, ihnen fehle die „Standfestigkeit“, um Pestkranke zu besuchen. Dass kurz nach den Reformen des kirchlichen Lebens in Genf die Pest grassierte, war beunruhigend: Handelte es sich womöglich um eine Strafe des Himmels? Zwei Jahre später wurden rund 30 Männer und Frauen aus dem Umkreis des Spitals als „Pestverbreiter“ verhaftet; angeblich hatten sie Haustüren mit Salben bestrichen, um die Pest vom eigenen Haus weg auf andere Häuser zu lenken. Also war die Epidemie nicht Gottes Werk, sondern eine Verschwörung böser Menschen. Calvin stellte als Jurist weder die Folter als Verhörmethode noch die Todesstrafe für das Delikt „Pestverbreitung“ in Frage. Er setzte sich für kürzere Verhöre und für eine schnelle, weniger qualvolle Hinrichtung ein, allerdings vergeblich. Der Rat der Stadt verurteilte 24 Frauen und 7 Männer 1545 zum Tode; die Frauen wurden verbrannt, die Männer gevierteilt. Diese Gruppenhinrichtung fiel zufällig mit dem Ende der Pestepidemie in Genf zusammen. In einem älteren Gutachten hatte Calvin Zauberei als Selbsttäuschung erklärt. Aber im Frühjahr 1545 war er von der Gefährlichkeit der Pestsalben überzeugt. Am 27. März 1545 schrieb er an Oswald Myconius: „Sieh, in welcher Gefahr wir schweben. Gott hat bisher unser Haus unversehrt erhalten, obwohl es schon mehrmals angegriffen wurde. Gut ist nur, dass wir uns in seinem Schutze wissen.“
Calvin meinte zwar, dass Hexen hingerichtet werden sollten, weil das in der Bibel stand (Ex 22,18 ). Er war aber, so Brian P. Levack, am Hexenwesen wenig interessiert und äußerte sich kaum dazu. Wirkungsgeschichtlich sei für Hexenverfolgung im Raum des Calvinismus wichtig geworden, dass Calvin die Macht Satans herausstellte, gegen die der Christ einen ständigen Kampf führen müsse.

#### Der Fall Ameaux (1546)
Der offene Widerstand Genfer Bürger gegen Calvin begann in Folge der Bestrafung des Ratsherrn Pierre Ameaux. Dieser hatte am 26. Januar 1546 in geselliger Runde über die „Franzosenherrschaft“ geschimpft und in diesem Kontext Calvin als „picardischen Bösewicht“ und Irrlehrer bezeichnet. Ameaux wurde angezeigt, verhaftet und vom Rat dazu verurteilt, Gott, den Rat und Johannes Calvin wegen der ihnen angetanen Ehrverletzung um Entschuldigung zu bitten. Im Blick auf Ameaux’ hohen sozialen Rang gestaltete der Rat die Modalitäten dieser Zeremonie recht milde. Calvin akzeptierte das nicht. Er erklärte, die Beleidigung seiner Person sei unwichtig, aber Ameaux habe die Ehre Gottes verletzt. Die Pfarrerschaft und das Konsistorium unterstützten Calvin, so dass der Rat einlenkte. Ameaux musste im April 1546 im Büßerhemd und mit brennender Kerze in der Hand durch Genf laufen und auf dem Marktplatz kniend um Verzeihung bitten. Besonders in alten Genfer Familien wurde das Urteil gegen Ameaux als reine Machtdemonstration Calvins interpretiert.
Der Unmut wuchs durch die Weigerung Genfer Pastoren, populäre Heiligennamen (wie Claude) als Taufnamen zuzulassen. „Und das hatte zur Folge, dass Väter, die einen kleinen Claude aus der Taufe heben wollten, aus den Armen des Pastors einen Abraham zurückerhielten.“ Als Calvin verhinderte, dass der Genfer Jean Trolliet in Genf eine Pfarrstelle erhielt, verstärkte dies den Widerstand gegen die nur aus Exilfranzosen bestehende Pfarrerschaft. Eher lästige als bedrohliche Störaktionen gingen von den „Kindern Genfs“ (Enfants de Genève) aus. Man bekam das Phänomen weder durch städtische Sanktionen noch durch Calvins Gesprächsangebote in den Griff.

#### Der Fall Bolsec (1551)
Jérôme-Hermès (Hieronymus) Bolsec war ein ehemaliger französischer Karmelit, der sich der Reformation angeschlossen hatte und seit dem Frühjahr 1551 in Veigy nahe Genf als Mediziner praktizierte. Er widersprach öffentlich der von den Genfer Pastoren gelehrten doppelten Prädestination. Calvin wandte sich an den Kleinen Rat, um Bolsecs theologische Kritik zu unterdrücken. Der Rat ließ Bolsec verhaften, war aber unschlüssig, wie mit ihm zu verfahren sei – zumal das Verhältnis der Compagnie des Pasteurs zum Rat und zu Teilen der Bevölkerung gerade angespannt war. Daher erbat man Gutachten von den Schweizer Nachbarkirchen. Aus Bern, Basel und Zürich trafen Stellungnahmen ein, die zwar für Calvin Partei ergriffen, aber sehr verhalten, und zur Versöhnung mit Bolsec aufriefen. Auch von Philipp Melanchthon in Wittenberg, mit dem er einen freundschaftlichen Briefkontakt pflegte, erhielt Calvin jetzt nicht die klare Unterstützung, die er gebraucht hätte. Dem Genfer Rat gegenüber erklärte er, Melanchthon sei mehr Philosoph als Theologe, außerdem von Natur aus zaghaft. Da die Genfer Pfarrerschaft sich in der Prädestinationslehre einig war, wurde Bolsec am 22. Dezember 1551 aus Genf verbannt. Dass er vergleichsweise milde bestraft wurde, verdankte er den Gutachten aus den Schweizer Nachbarkirchen, aber auch der Protektion durch den niederländischen Adligen Jakob von Burgund, Herr von Falaise und Bredam, dessen Leibarzt er war. Mit diesem Adligen verband Calvin eine enge Freundschaft, die über der Causa Bolsec zerbrach, da Jakob von Burgund der Prädestinationslehre Bolsecs folgte. Von Berner Gebiet aus führte Bolsec seinen theologischen Disput mit Calvin weiter, kehrte aber 1563 in die römisch-katholische Kirche zurück und verfasste schließlich eine polemische, viel rezipierte Lebensbeschreibung Calvins (1577), die das katholische Bild des Reformators bis weit ins 19. Jahrhundert prägte.

#### Der Fall Servet (1553)
Michel Servet, ein spanischer Arzt und Universalgelehrter, lehnte die Trinitätslehre und damit die ganze Kirchengeschichte seit dem Konzil von Nicäa (325) ab. Er hoffte auf eine „Wiederherstellung des Christentums“ (Christianismi Restitutio, so der Titel seines 1552 gedruckten Hauptwerks) und suchte den Kontakt zu mehreren Reformatoren, wohl in der Absicht, sie von seinem Programm zu überzeugen. Das gelang ihm weder bei Philipp Melanchthon noch bei Johannes Oekolampad oder Martin Bucer. „Alle verurteilten sie Servets theosophisch-synkretistisches Denken, das in durchaus origineller Weise die vornizänische christliche Tradition mit Elementen aus dem Neuplatonismus, der Kabbala, aber auch mit chiliastischen Zügen verband.“ Eine für beide Seiten gefährliche Kontaktaufnahme Servets mit Calvin 1534 in Paris kam nicht zustande, aber Anfang 1546 kam es zu einem Briefwechsel zwischen ihnen. Calvin beendete diesen Austausch und äußerte bereits zu diesem Zeitpunkt, dass Servet den Ketzertod verdient habe:

„Servet hat mir vor kurzem geschrieben […] Wenn es mir zusagt, will er nach Genf kommen. Doch ich garantiere für nichts. Denn kommt er wirklich hierher, so lasse ich ihn, wenn mein Einfluss etwas bewirkt, nicht wieder lebendig fortziehen.“

Servet lebte unter dem Pseudonym Michel de Villeneuve einige Jahre unbehelligt in Lyon und war seit 1538 Leibarzt des Erzbischofs von Vienne, Pierre Palmier. Ihm wurde zum Verhängnis, dass in Genf, im Umkreis Calvins, seine wahre Identität bekannt war. Guillaume de Trie, ein französischer Glaubensflüchtling, der in Genf lebte, schrieb seinem katholischen Verwandten in Lyon, dessen Stadt dulde einen Gottesleugner. De Trie erhielt von Calvin die Briefe, die Servet diesem geschickt hatte, und ein Exemplar der Institutio, das Servet mit kritischen Anmerkungen versehen hatte. Servet wurde in Lyon von de Tries Vetter mit diesem Beweismaterial angezeigt und seit März 1553 von der Römischen Inquisition verhört. Ihm gelang aber die Flucht, so dass das Todesurteil am 17. Juni 1553 in Vienne in seiner Abwesenheit erfolgte und durch eine symbolische Verbrennungsaktion (in effigie) vollstreckt wurde.
Warum Servet auf der Flucht ausgerechnet nach Genf kam, ist unbekannt. Hier wurde er am 13. August 1553 während eines Gottesdienstes erkannt, und Calvin sorgte für seine Festnahme und formelle Anklage. Der Kleine Rat zog den Prozess an sich, da er als politisch relevant beurteilt wurde. Calvin wurde als Experte zur Beurteilung von Servets antitrinitarischer Theologie angefragt. Bisher hatte Genf religiöse Dissidenten, zum Beispiel Täufer, ausgewiesen, was verglichen mit Verfolgungsmaßnahmen anderswo in Europa relativ milde war. Genf setzte sich auch für inhaftierte Häretiker im katholischen Frankreich ein. Nun selbst einen Häretiker hinzurichten, hätte dieses Engagement entwertet. Die Genfer Politiker kamen zu dem Schluss, dass Servets Ablehnung der Trinitätslehre keine Häresie sei, sondern „Atheismus“. Auch in Genf galt das kaiserliche Strafgesetzbuch (Constitutio Criminalis Carolina § 106), das für Leugnung der Trinität die Todesstrafe festsetzte. Nach der Befragung Servets beschloss der Rat von Genf, bei den reformierten Schweizer Schwesterkirchen Gutachten einzuholen. Das war nach William G. Naphy der Versuch, die Verantwortung für das Todesurteil zu teilen. Ende August traf ein Auslieferungsersuchen aus Vienne ein. Servet, vor die Wahl gestellt, entschied sich dafür, in Genf zu bleiben. Mitte Oktober trafen die Gutachten aus Schaffhausen, Zürich, Bern und Basel ein; alle sprachen sich für eine strenge Bestrafung aus und überließen das Strafmaß dem Genfer Rat. Das Todesurteil erging am 23. Oktober:

„[Wir verurteilen dich, Michel Servet,] gefesselt nach Champel gebracht, dort an einen Pfahl gebunden und mitsamt deinem Buch zu Asche verbrannt zu werden…“

Aus den Quellen geht hervor, dass Calvin den Todeskandidaten im Gefängnis besuchte. „Calvin hatte für den spanischen Arzt nur Missachtung übrig und für dessen Angst vor dem Tod kein Verständnis.“ (Miriam G. K. van Veen)
Am 27. Oktober starb Michel Servet auf dem Scheiterhaufen. Im Dezember kursierten in Basel Manuskripte einer anonymen „Geschichte von Servets Tod“ (Historia de morte Serveti), die Einzelheiten über die Hinrichtung mitteilte: Guillaume Farel habe Servet zur Richtstätte begleitet; der Todeseintritt sei durch Verwendung von nassem Holz hinausgezögert worden. Viele religiöse Menschen hätten diese Hinrichtung als Skandal empfunden, da Gottes Strafe vorgegriffen worden sei und Calvin den Prozess Servets aktiv vorangetrieben habe. Das ganze Verfahren sei eine Annäherung an die Papstkirche, bzw. an das Vorgehen der Römischen Inquisition.
Obwohl er im Fall Servet (anders als im Fall Bolsac) die volle Unterstützung anderer Reformatoren hatte, verfasste Calvin eine „Verteidigung des orthodoxen Glaubens an die heilige Trinität“ (Defensio orthodoxae fidei de sacra Trinitate), gedruckt 1554. Darin begründete er, warum die politische Obrigkeit das Recht habe, Antitrinitarier hinzurichten. Sebastian Castellio, Humanist und Griechischprofessor in Basel, antwortete mit einer Gegenschrift: „Ob man Häretiker verfolgen soll“ (De haereticis, an sint persequendi). Sie erschien 1554 unter Pseudonym und mit dem falschen Druckort Magdeburg, wahrscheinlich druckte Johannes Oporin in Basel das Werk. Wie wichtig es Calvin war, gegen Servet Recht gehabt zu haben, zeigt der Umstand, dass er in der Endfassung der Institutio (1559) der Widerlegung dieses Autors breiten Raum gibt:

„Dem Servet war der Ausdruck „Trinität“ dermaßen verhaßt, ja abscheulich, daß er uns alle „Trinitarier“ nannte und uns als solche für Atheisten erklärte. Ich will dabei noch die Schmähworte übergehen, die er sich ausgedacht hat.“

#### „Tumult“ von 1555
Aufgrund der politischen Situation in Frankreich nahm die Zahl der nach Genf geflohenen Hugenotten seit 1551 stark zu. Sie waren fremdenfeindlichen Attacken ausgesetzt, von Calvin und seinen Parteigängern wurden sie als Märtyrer idealisiert. Es waren oft Personen von hohem sozialem Status, die sich mit ihren aristokratischen Umgangsformen vom Genfer Bürgertum unterschieden. Sie brachten einerseits Geld, andererseits neue berufliche Qualifikationen mit. Die städtische Ökonomie änderte sich durch steigende Preise, Mieten und Immobilienwerte. Ein Teil der Hugenotten wollte dauerhaft in Genf bleiben, und indem sie von Einwohnern zu Neubürgern aufstiegen, wurden sie zu einem politischen Machtfaktor. Die Calvin-kritische Ratsfraktion um Ami Perrin hatte in der Vergangenheit eine stärkere Einbindung Genfs in die Schweizer Konföderation angestrebt und dabei die Verhältnisse in Zürich als eine Art Modell betrachtet. 1555 erlitten die Perrinisten eine Wahlniederlage, und die Gegner Perrins erhielten eine Mehrheit von einer Stimme im Kleinen Rat. Sie nutzten dies umgehend zur Einbürgerung von 127 Hugenotten (zum Vergleich: im ganzen Jahrzehnt zuvor waren 269 Flüchtlinge eingebürgert worden). Da Neubürger nur das aktive Wahlrecht erhielten, hatten sie auf diese Weise eine loyale Wählerschaft sichergestellt. Am 16. Mai revoltierten die Perrinisten gegen diese politischen Verschiebungen.
Ein spontanes Handgemenge, das unblutig endete, – „eine ebenso lärmende wie desorganisierte Demonstration der Verlierer“ – hatte einen Prozess wegen Landesverrats zur Folge. Die anschließenden Säuberungen ermöglichten es den Parteigängern Calvins, die Opposition zu zerschlagen: Einige Anführer wurden zum Tode verurteilt und trotz verschiedener Gnadengesuche, auch der Stadt Bern, schließlich hingerichtet. Ihr Vermögen wurde eingezogen. In anderen Fällen wurde eine Ausweisung aus Genf auf Lebenszeit verhängt. Ein Drittel der traditionellen Genfer Oberschicht verschwand so im Lauf eines halben Jahres. Genf hatte nun nach 20-jährigen politischen Machtkämpfen Stabilität.

#### Gründung der Akademie (1559)

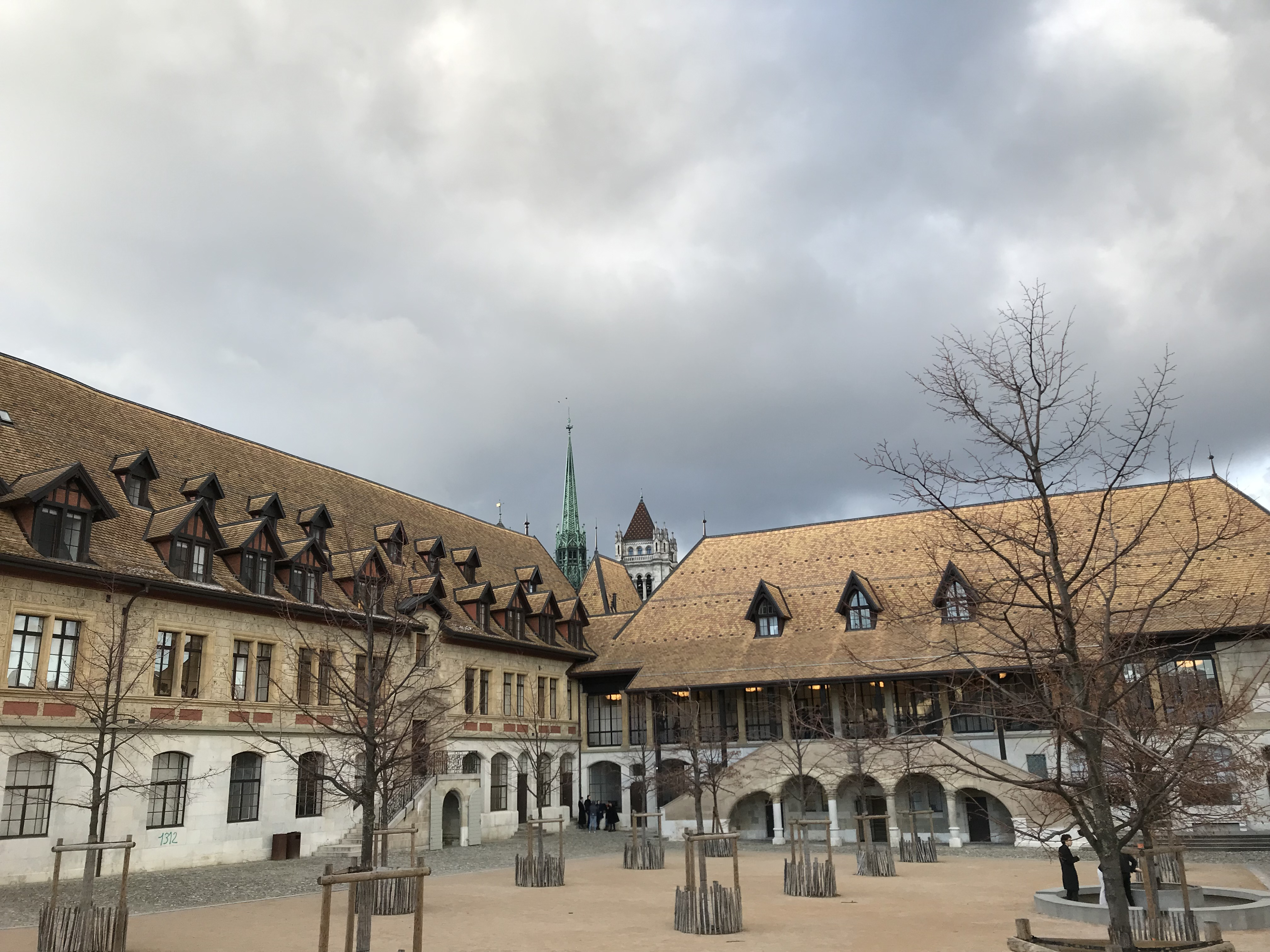
Innenhof des Collège de Genève (heute Collège Calvin), im Hintergrund St. Peter

Calvin hatte schon seit seiner Ankunft 1536 kontinuierlich Vorlesungen über biblische Bücher gehalten; ein Ersatz für ein Theologiestudium konnten einige Wochen in Calvins Auditorium allerdings nicht sein. Entsprechend schlecht ausgebildet gingen viele reformierte Pfarrer in die Gemeinden. Nach der Niederschlagung des „Tumults“ von 1555 konfiszierte der Magistrat Grundstücke von oppositionellen Genfern. Nun war das Geld vorhanden, um eine Lateinschule für Jungen (Collège de Genève) und eine Universität (Académie de Genève) zu gründen (5. Juni 1559). Die Studentenzahl zu Calvins Lebzeiten wird auf etwa 300 Personen geschätzt; der Studienplan war wenig reguliert – man konnte nach Interesse unter den Veranstaltungen auswählen. Théodore de Bèze war der erste Rektor. Calvin hatte offiziell keine Aufgabe in der Verwaltung, übte aber durch seine biblischen Vorlesungen und sein Engagement bei Stellenbesetzungen einen prägenden Einfluss aus. Es bestand ein hoher Bedarf an Pastoren in reformierten Kirchen, besonders in Frankreich, und die Gemeinden schickten Kandidaten bevorzugt an die Genfer Akademie beziehungsweise forderten Absolventen von dort an. Calvins Ruf trug zum Aufblühen der Akademie wesentlich bei, außerdem warb Calvin beim Magistrat Geld für die Akademie ein. Von den Absolventen der Jahre 1559 bis 1562, die bekannt sind, kam ein Drittel aus dem Adel und fast alle übrigen aus dem gehobenen Bürgertum. Sie stammten aus Frankreich, und dorthin kehrten sie unter großem persönlichem Risiko zurück – schwerpunktmäßig in die Provinzen Dauphiné, Guyenne, Languedoc und Provence.
Die Akademie trug dazu bei, dass Genf eine internationale Ausstrahlung hatte. Die Bevölkerung stieg: Lebten 1536, als Calvin in Genf eintraf, etwa 10.000 Menschen hier, so waren es 1560 etwa 21.000. Es gab nicht nur französische, sondern auch englische, spanische und italienische Gottesdienste.

### Calvins europäische Kontakte

#### Frankreich
Die französische reformierte Kirche, deren Entwicklung Calvin beratend begleitete, hatte eine ausgeprägt presbyterial-synodale Struktur. Das stellt einen eigenen Beitrag zur reformierten Kirchenorganisation dar, denn eine Synodalordnung findet sich in Calvins Werk nicht: „In seinen Bemerkungen in der Institutio über den Aufbau der Kirche kommt er so gut wie nicht auf die Synoden zu sprechen, und abgesehen von begrenzten, eingeschobenen Hinweisen in seinen Briefen an die französischen Gemeinden finden sich keinerlei Belege dafür, dass Calvin sich stark für eine Synodalverfassung eingesetzt habe.“ Calvin tat sich schwer damit, den aktiven militärischen Widerstand der Protestanten in Frankreich gutzuheißen. Er verurteilte lange Zeit alle gegen die katholischen Monarchen gerichteten Pläne. Die Revolte unter Louis I. de Bourbon, prince de Condé (1562) billigte er allerdings. Sie erfüllte aus seiner Sicht die notwendigen Kriterien: an ihrer Spitze stand ein Fürst aus königlichem Haus, und sie hatte eine realistische Aussicht auf Erfolg. In Calvins Schülerkreis gingen einige Autoren unter dem Eindruck der französischen Religionskriege (Massaker von Vassy 1562, Bartholomäusnacht 1572) deutlich über Calvin hinaus, zum Beispiel François Hotman, Théodore de Bèze und Philippe Duplessis-Mornay.

#### England und Schottland
Seit 1548 stand Calvin im Kontakt mit Edward Seymour, der von 1547 bis 1549 als Lordprotektor de facto England regierte. 1548 machte Calvin ihm konkrete Reformvorschläge; nach dessen Sturz 1549 schrieb er Edward als Privatperson weiterhin Briefe. Trotzdem war Calvin in dieser Phase der englischen Geschichte weniger einflussreich als etwa Martin Bucer, der eine Professur in Cambridge antrat, oder Peter Martyr Vermigli in Oxford.
Als Folge der katholischen Restauration unter Maria I. entstanden englischsprachige reformierte Gemeinden (Marianische Exulanten) zum Beispiel in Frankfurt am Main und in Genf. John Knox kam zunächst nach Genf und wurde von Calvin damit beauftragt, die Frankfurter englische Gemeinde zu leiten. Er stieß auf Widerstand, als er die Genfer Gottesdienstordnung einführen wollte. Calvin versuchte zu vermitteln und riet der Frankfurter Flüchtlingsgemeinde dazu, in Äußerlichkeiten Kompromisse zu machen. Knox brachte die Genfer Gottesdienstordnung, mit der er sich in Frankfurt nicht durchsetzen konnte, später nach Schottland, wo die Feier von Taufe und Abendmahl sowie die Hochzeitsliturgie „nach dem Genfer Buch“ 1562 beschlossen wurde.
Nachdem Knox vom Frankfurter Rat ausgewiesen worden war, ließ er sich 1558 in Genf nieder und veröffentlichte dort ein Pamphlet, in dem er zum Widerstand gegen Maria I. aufrief, weil die Herrschaft einer Frau unbiblisch sei (The first blast of the Trumpet against the monstrous regiment of women). Als die protestantisch gesonnene Elisabeth I. 1559 die Herrschaft antrat, sah sie dieses Pamphlet als Infragestellung ihrer Regierung an. Calvin versuchte vergeblich, über William Cecil ein gutes Verhältnis mit der Königin herzustellen, indem er sich von Knox distanzierte. Während Calvin als Person kaum noch Einfluss auf die englische Reformation hatte, wurden seine Bücher sehr stark nachgefragt. Diese Entwicklung kam nach Calvins Tod in Gang. In den 1560er Jahren wurden vier theologische Autoren am meisten gelesen: Erasmus von Rotterdam, Philipp Melanchthon, Johannes Calvin und Wolfgang Musculus. 1580 dagegen dominierte Calvin den englischen theologischen Büchermarkt, an zweiter Stelle kam Théodore de Bèze, sein Nachfolger in Genf. Von 1559 bis 1603 erschienen 93 Schriften Calvins in englischer Übersetzung, das übertraf die Übersetzung in alle weiteren Sprachen deutlich.
Dass das schottische Parlament die von Knox erarbeitete Confessio Scotica annahm (1560), kam für Calvin unerwartet. Er rechnete nicht damit, dass sich die Reformation in Schottland unter der streng katholischen Regierung von Maria Stuart rasch ausbreiten könnte und verhielt sich abwartend. Die Korrespondenz zwischen Calvin und dem nach Schottland zurückgekehrten Reformator John Knox zeigt, dass Knox radikaler vorging, als Calvin dies billigte. Knox wollte zum Beispiel die Kinder von Priestern und Exkommunizierten nicht taufen. Calvin ließ einige Briefe von Knox unbeantwortet, in denen es um Maßnahmen gegen Maria Stuart ging; vermutlich stand Calvin gleichzeitig mit Protestanten am Hof Marias in Kontakt, die ihr gegenüber loyal waren. Trotz der Unterschiede zwischen Knox und Calvin sind die Confessio Scotica, die Kirchenordnung (First Book of Discipline) und die Liturgie (Book of Common Order) stark von Calvin geprägt, ohne die Verhältnisse in Genf einfach nachzuahmen. Schottland behielt das Bischofsamt bei. Die Bischöfe wurden vom Herrscherhaus ernannt und hatten oft mehr Macht als das Presbyterium. Nach Peter Opitz sind Calvins Einflüsse auf England und Schottland im ausgehenden 16. Jahrhundert komplex und „nicht einfach als bruchlose Weiterführungen vorzustellen.“ Wilhelm H. Neuser stellt dagegen fest, Schottland sei das einzige Land Europas, „in dem sich der Calvinismus völlig durchgesetzt hat.“

#### Niederlande
Abgesehen von persönlichen Kontakten mit Niederländern wirkte Calvin dort über seine Schriften, die im Untergrund zirkulierten. Reformierte Gemeinden entstanden in den 1540er Jahren in Tournai, Lille und Valenciennes; es folgten Gent, Brügge und Antwerpen; mit dem Aufstand gegen Spanien verbreitete sich der Calvinismus weiter nach Norden. Bezeichnenderweise waren diese ersten reformierten Untergrundkirchen nicht direkt nach Genf orientiert. Über die Londoner (zeitweise: Emder) Gemeinde von Johannes a Lasco wurden Calvins Abendmahlslehre, Ämterlehre und Kirchenzucht in die Niederlande vermittelt.

#### Italien
Für Protestanten in katholischen Ländern, die durch die Gegenreformation unter Druck standen, übte Genf als eine Art heilige Stadt eine starke Faszination aus. Zu den bekanntesten Persönlichkeiten der italienischen Flüchtlingsgemeinde in Genf gehörten Bernardino Ochino und Hieronymus Zanchi. Die Kontakte zwischen Genf und den Waldensergemeinden in Italien führten dazu, dass diese sich in den 1550er Jahren immer mehr am Genfer Vorbild orientierten und 1560 das Bekenntnis der französischen Reformierten (Confessio Gallicana) auch offiziell annahmen.

### Calvins Familie

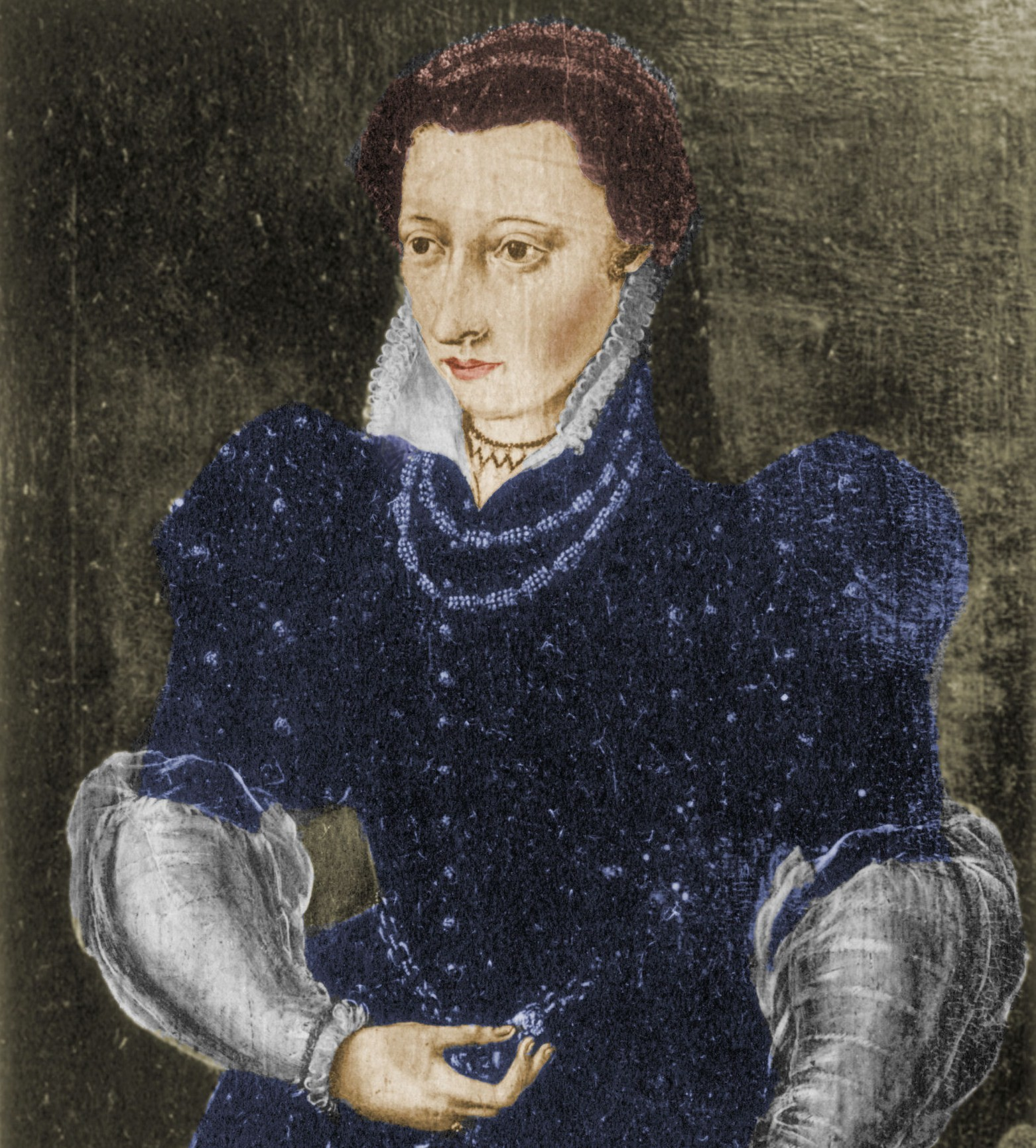
Idelette de Bure, von Xavier Wirth 1909 gefertigte Kopie eines Werks des 16. Jahrhunderts, das seit 1918 verschollen ist (Liège, Musée des Beaux-Arts)

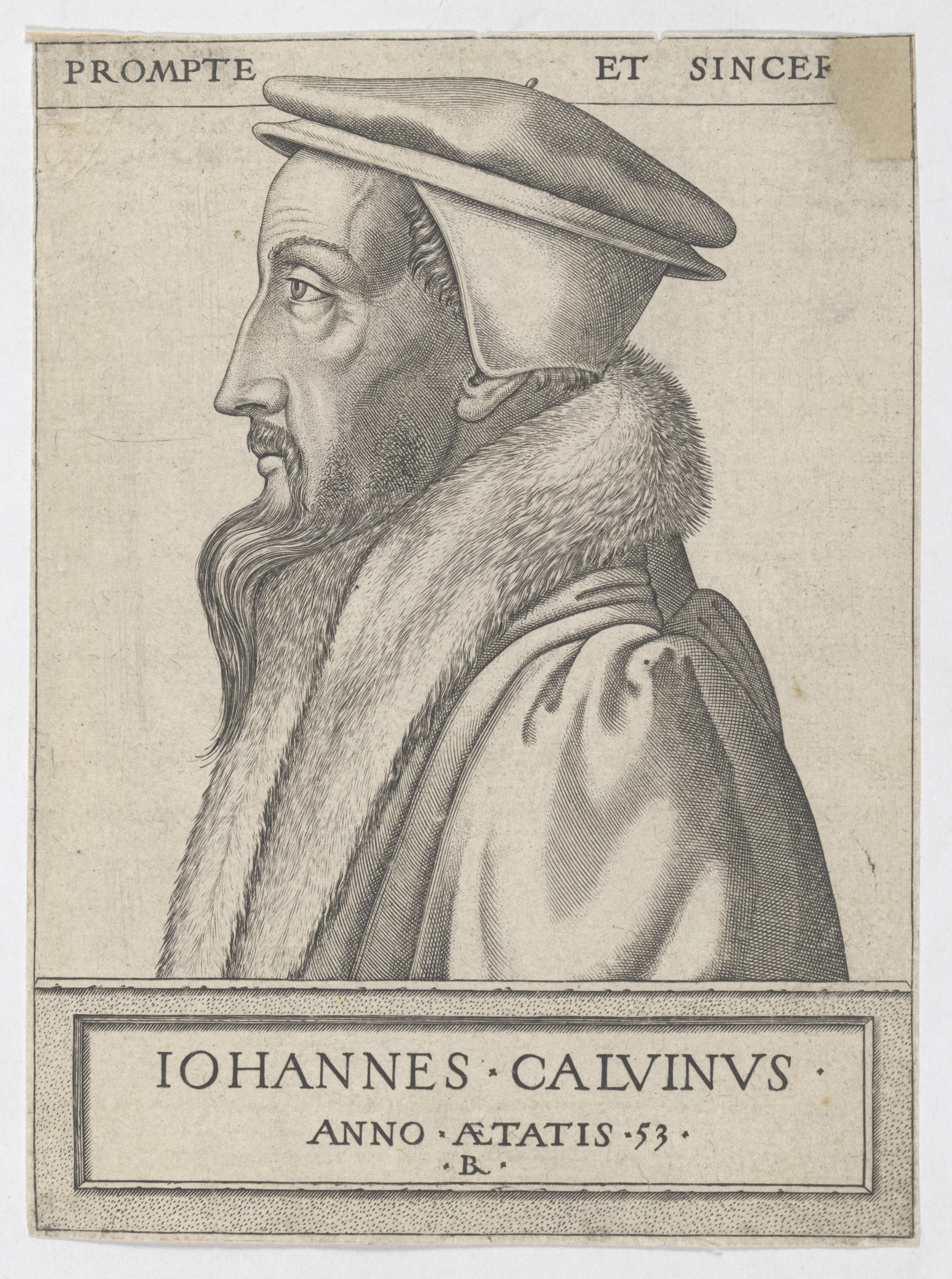
Johannes Calvin im Alter von 53 Jahren (René Boyvin, 1562).

Das Ehepaar Jean Stordeur und Idelette de Bure gehörte der Täuferbewegung an und war um 1533 von Lüttich nach Straßburg geflohen. Calvin bekehrte die beiden kurz nach seiner eigenen Ankunft in Straßburg 1538. Stordeur verstarb an der Pest. Im August 1540 heiratete Calvin die Witwe, die einen Sohn unbekannten Namens und eine Tochter Judith mit in die Ehe brachte. Die Trauung vollzog Guillaume Farel, der dazu nach Straßburg reiste. Am 28. Juli 1542 brachte Idelette de Bure einen Sohn zur Welt, Jacques, der nach wenigen Tagen starb. Seit dieser Geburt war sie kränklich und starb am 29. Mai 1549 in Genf. In seinen Briefen erwähnte Calvin seine Sorge um Idelettes Gesundheit und seine Trauer, in der ihm Freunde beistanden. 1554 heiratete die Stieftochter Judith Stordeur, und 1557 taufte Calvin ihren Sohn. 1562 wurde sie wegen Ehebruchs verurteilt und geschieden. Calvin lag daraufhin fiebernd im Bett.
Antoine Cauvin, der jüngere Bruder des Reformators, lebte seit der Straßburger Zeit mit diesem im gleichen Haushalt. Er war verheiratet mit Anne le Fert. Bald nachdem Calvin mit seiner Frau nach Genf gezogen war, folgte Antoine mit Familie nach; gemeinsam bewohnten sie ein repräsentatives Haus in der Nähe von St. Peter. 1548 kam im Konsistorium zur Sprache, dass Anne le Fert angeblich die Ehe gebrochen hatte, und Calvin bat, für seine Schwägerin keine Ausnahme zu machen. Der Konflikt wurde mit einem Versöhnungsgespräch beigelegt. 1557 klagte Antoine Cauvin seine Frau des Ehebruchs an. Calvin trat in diesem Verfahren als Rechtsbeistand seines Bruders auf. Diesmal wurde Anne le Fert verhaftet und verhört, zweimal unter Anwendung der Folter; sie bestand aber auf ihrer Unschuld. Daraufhin wurde die Ehe geschieden. Anne le Fert wurde von ihren vier Kindern getrennt und aus Genf verbannt; sie ging nach Lausanne und heiratete dort Jean-Louis Ramel, einen politischen Gegner Calvins.

### Krankheiten, Tod und Begräbnis
Schon die Zeitgenossen vermuteten, dass Calvin durch sein immenses Arbeitsvolumen seine Gesundheit früh ruinierte. Krankheiten waren ein ständig wiederkehrendes Thema in Calvins Briefwechsel: Tuberkulose, Rheumatismus, Nierensteine und Darmstörungen. Ende 1563 wurde sein Gesundheitszustand definitiv schlechter. Im Februar 1564 hielt er seine letzte Vorlesung, im März war er letztmals im Konsistorium und in der Compagnie des pasteurs. Am Ostergottesdienst (2. April), den Théodore de Bèze leitete, nahm er noch teil. Nachdem er am 25. April sein Testament gemacht hatte, besuchten ihn Freunde und Mitarbeiter am Krankenbett, um Abschied zu nehmen. Sein letzter Brief am 2. Mai 1564 war an Guillaume Farel gerichtet. Dieser Brief erreichte Farel nicht, denn der 75-jährige war bereits unterwegs nach Genf. Er traf Calvin noch lebend an, und die beiden aßen miteinander, eingedenk der alten Freundschaft. Am 27. Mai starb Johannes Calvin, 54 Jahre alt.
Calvin hatte gewünscht, dass sein Grab nicht mit einem Stein markiert würde. Am Tag nach seinem Tod, Sonntag, den 28. Mai, wurde er nachmittags in einem einfachen Holzsarg auf dem Friedhof des Genfer Stadtteils Plainpalais (Cimetière des Rois) beigesetzt. Die genaue Grabstelle ist unbekannt.

## Werk

### Schriften

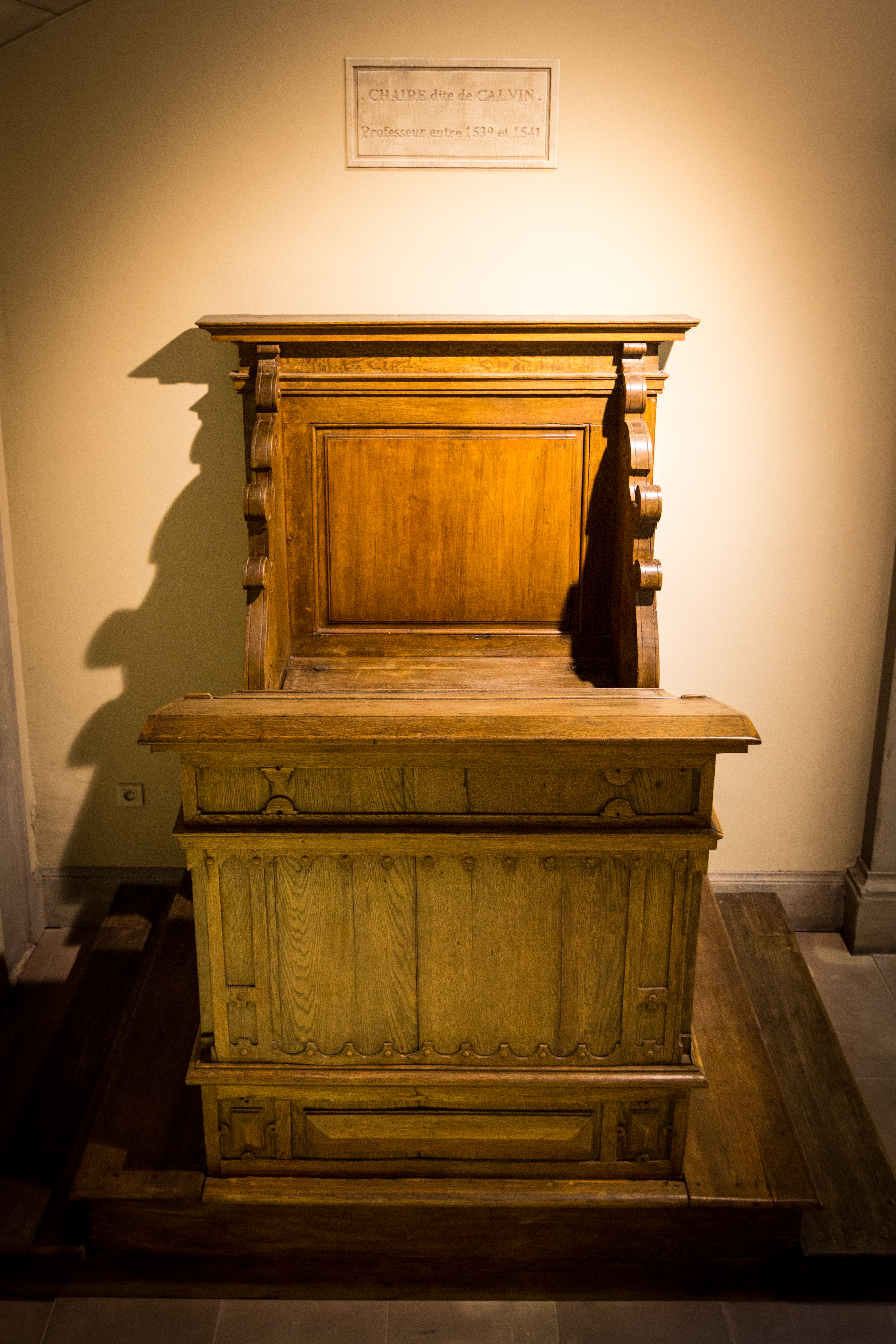
Lehrstuhl (Katheder) Calvins während seiner Bibelprofessur in Straßburg, heute im Gymnase Jean-Sturm, das in der Tradition der Straßburger Hohen Schule steht

Der Reformator verstand sich in erster Linie als Ausleger der Heiligen Schrift und hinterließ zahlreiche Bibelkommentare und Vorreden auf biblische Bücher. Er verfolgte dabei ein praktisches Ziel: Den Pfarrern und Lehrern, die wenig freie Zeit hatten, sollten gut verständliche, kurzgefasste Informationen bereitgestellt werden. Während zum Beispiel Philipp Melanchthon in seiner Bibelauslegung die Regeln der Rhetorik nutzte und auf diese Weise Zentralaussagen im Text hervorhob, hielt Calvin eine Vers-für-Vers-Kommentierung für sachgerechter.
Calvins Hauptwerk ist die mehrfach umgearbeitete Institutio. Hier kam vieles zur Sprache, was aufgrund der gewählten Auslegungsmethode in den Bibelkommentaren nicht gut unterzubringen war. Institutio und exegetische Werke ergänzen sich daher. Die starken Überarbeitungen rechtfertigen es, bei der Institutio drei Werke zu unterscheiden: die Erstfassung von 1536, die einem Katechismus ähnelte, die zweite Fassung, die in den Ausgaben von 1539, 1543 und 1550 vorliegt und gegenüber der ursprünglichen Version stark erweitert wurde, und die Institutio von 1559, mit der Calvin schließlich zufrieden war – praktisch ein neues Werk. Nicht nur sind aus den sechs Kapiteln von 1536 nun rund 80 Kapitel geworden, es gibt auch eine neue Struktur, die sich am Aufbau des Apostolischen Glaubensbekenntnisses orientiert (dieses hat bei Calvin nicht drei, sondern vier Artikel):
- Buch 1: Erkenntnis Gottes des Schöpfers, Trinität, Gottebenbildlichkeit des Menschen.
- Buch 2: Christologie. Das Gesetz ist vor allem Richtschnur für das Leben der Christen (Usus in renatis).
- Buch 3: Pneumatologie (Lehre vom Heiligen Geist). Heiligung und Rechtfertigung – in dieser Reihenfolge. Ausführliche Gebetslehre und Prädestinationslehre im Kontext der Glaubensgewissheit.
- Buch 4: Ekklesiologie. Die äußeren Mittel, die Gott gebraucht, um Menschen in Gemeinschaft mit Christus zu bringen.

Calvin verstand seine Theologie als ein Unterwegssein; seit 1543 schloss er das Vorwort der Institutio stets mit einem Augustinus-Zitat ab: „Ich bekenne, einer von denen zu sein, die im Weiterschreiten der Gedanken schreiben und im Schreiben weiterschreiten.“

### Theologie

#### Dogmatik
Calvin war theologischer Autodidakt; seine Quellen sind neben der Bibel die Schriften der Kirchenväter, vor allem Augustinus. Unter den Zeitgenossen war er mit den Werken von Luther, Melanchthon, Bucer und Zwingli offensichtlich vertraut. Die mittelalterlichen Theologen werden pauschal und meist negativ als „Sophisten“ bezeichnet; eine Ausnahme bildet Bernhard von Clairvaux, den Calvin schätzte.

##### Theologische Hermeneutik
Der Ausgangspunkt jeder Theologie ist nach Calvin: Erkenntnis Gottes und Selbsterkenntnis des Menschen (cognitio Dei ac nostri). Wer Gott und Mensch eigentlich sind, zeige sich in Jesus Christus. Calvin nannte ihn den „Mittler“ (Mediator). Er ist nach der altkirchlichen, von Calvin bejahten Christologie wahrer Gott und wahrer Mensch. Die Gottebenbildlichkeit hat nach Calvin ihren Sitz in der Seele. Calvin blieb etwas unklar bei der Frage, wie groß der durch den Sündenfall angerichtete Schaden sei (an dieser Stelle entstand 1934 eine Kontroverse zwischen den beiden reformierten Theologen Karl Barth und Emil Brunner).

„Wer zu Gott, dem Schöpfer, gelangen will, der muss die Schrift zum Leiter und Lehrer haben.“

Grundlegend für Calvins Verständnis der Bibel ist der Gedanke des Bundes (foedus). In Straßburg hatte er sich mit dem Verhältnis von Altem und Neuem Testament zueinander beschäftigt, sein theologischer Lehrer war Martin Bucer, der seinerseits Impulse von Heinrich Bullinger und anderen Reformatoren mit humanistischem Hintergrund aufnahm. Calvins Wertschätzung des Alten Testaments ergibt sich aus dem Grundsatz: Der Bund Gottes mit Israel „ist im Wesen und in der Sache von dem unsrigen nicht zu unterscheiden, sondern ein und derselbe. Verschieden ist dagegen die äußere Darbietung.“ (Institutio 2.10.2) So gebe es im Alten Testament irdische Güter, wie die Verheißung des Landes Israel, und mit dem Jerusalemer Tempel verbundene Zeremonien, im Dienst einer göttlichen Pädagogik. „Christus war zwar schon den Juden unter dem Gesetz bekannt, er tritt uns aber erst im Evangelium klar entgegen“ (Institutio 2.9). Calvin gebrauchte zur Verdeutlichung die Metaphorik des zunehmenden Lichts. Er wandte sich gegen Versuche, einzelne Stellen des Alten Testaments losgelöst vom Kontext allegorisch auf Christus zu deuten, und widersprach dabei mitunter auch einer alten Auslegungstradition, wie bei Gen 3,15 .

##### Trinität
Calvin ging von der Bibel aus und bejahte gleichzeitig die altkirchlichen Dogmen. Dabei war ihm klar, dass die dogmatischen Begriffe nicht aus der Bibel erhoben, sondern von außen an sie herangetragen worden waren. Das hielt er für sachgerecht. Die Kirchenväter waren für Calvin einerseits Autoritäten, andererseits Gesprächspartner, die er auch kritisierte, etwa wenn sie durch Allegorese Schriftbeweise für die Dreieinigkeit fanden. Calvin stützte sich bei der biblischen Begründung der Trinitätslehre im Alten Testament auf Gen 1,26  und im Neuen Testament auf triadische Formulierungen, etwa im Taufbefehl (Vater, Sohn, Heiliger Geist) und Eph 4,5  (eine Taufe, ein Glaube, ein Gott). Bei den Beziehungen der drei göttlichen Personen zueinander war Calvin sehr zurückhaltend: Die Bibel setze sie voraus, erläutere sie aber nicht. Er betonte die Selbständigkeit der drei Personen stärker als ihre Verbundenheit untereinander, um damit den Modalismus und den Patripassianismus abzuweisen. Michel Servets Lehre war für ihn ein besonders klarer Fall für die Konfusion, die sich aus der Vermischung der göttlichen Personen ergebe. Veränderungen (mutationes) und Gefühle (passiones) seien von der Gottheit strikt fernzuhalten. Bei grundsätzlicher Bewahrung der traditionellen Trinitätslehre bevorzugte Calvin eine vereinfachte, von ihm selbst formulierte Variante: Gott Vater sei die Quelle (fons), Jesus Christus als der Sohn die Weisheit (sapientia) und der Heilige Geist die Kraft (virtus).

##### Jesus Christus
Calvin folgte dem Kirchenvater Augustinus von Hippo in seinem Verständnis der Sünde als Erbsünde, einer völligen, schuldhaften Trennung des Menschen von seinem Schöpfer, die nur Gott überwinden könne. Jesus Christus (solus Christus, allein Christus) hebe durch seine Person und sein erlösendes Werk diese Trennung auf und schenke dem Glaubenden durch den Heiligen Geist Gemeinschaft mit sich und dem Vater. Damit sei der Glaubende, der dieses Geschenk dankbar annimmt, gerechtfertigt und geheiligt (sola fide, allein durch den Glauben). Die aus dem Glauben kommenden Werke des gerechtfertigten Menschen werden nach Calvin von Gott angenommen und belohnt. Mit diesen Überlegungen, so Otto Weber, bewege sich Calvin in der Nähe eines Syllogismus practicus.
Mit dem dreifachen Amt Christi als Priester, König und Prophet zeigte Calvin im Sinne seiner Bundestheologie, wie Jesus Christus sich in die Geschichte Gottes mit Israel einfügt. Alle Priester, Könige und Propheten des Alten Testaments weisen nämlich seiner Meinung nach voraus auf Christus. Calvin machte diesen Gedanken in innovativer Weise für das Kirchenverständnis (Ekklesiologie) fruchtbar. Die Gemeinde hat demnach Anteil an den Ämtern Christi (Institutio 2.15):
- Priesterliches Amt: Die Gemeinde leistet Fürbitte;
- Königliches Amt: Die Gemeinde tritt für die Überwindung lebensfeindlicher Mächte ein;
- Prophetisches Amt: Die Gemeinde setzt das Evangelium zur eigenen Gegenwart in Beziehung.

Eine Besonderheit calvinischer Christologie ist sein Verständnis der Formulierung „hinabgestiegen in das Reich des Todes“ im Apostolischen Glaubensbekenntnis. Dieser sogenannte Descensus Christi ad inferos war für Calvin kein Triumphzug des Auferstandenen durch die Unterwelt, sondern Beschreibung seines Leidens und seiner Gottverlassenheit am Kreuz. Eine weitere Besonderheit wird als Extra Calvinisticum bezeichnet. Der ewige Sohn (als zweite Person der Trinität) sei Mittler zwischen Gott und der Schöpfung, auch abgesehen von der Inkarnation (etiam extra carnem). Eine Schlüsselstelle hierfür lautet:

„Der Sohn Gottes erniedrigt sich aus dem Himmel und gleichzeitig verlässt er den Himmel nicht, wird aus der Jungfrau geboren, wandelt auf Erden, hängt am Kreuz, und doch immer als der Sohn erfüllt er die Erde, wie am Anfang.“

In dogmatischen Lehrbüchern wird das Extra Calvinisticum oft durch die Formel „Das Endliche kann das Unendliche nicht fassen“ (finitum non capax infiniti) erläutert; dieses philosophische Axiom findet sich bei Calvin aber nicht und verfehlt nach Heiko A. Oberman die Intention von Calvins Argumentation.

##### Sakramente: Taufe und Abendmahl
Wie die anderen Reformatoren ließ Calvin als Sakramente nur die Taufe und das Abendmahl gelten. Calvin lehnte die von Katholiken und Lutheranern vertretene Heilsnotwendigkeit der Taufe ab. Damit entfällt die Begründung der Nottaufe, „ungetauft sterbende Säuglinge frommer Eltern sind in den Bund eingeschlossen.“
In seiner Abendmahlstheologie zeigt sich Calvin klar als Reformator der jüngeren Generation: nachdem die Fronten zwischen den Wittenbergern („Realismus“) und den Zürchern („Symbolismus“) verhärtet waren, begab er sich auf die Suche nach neuen, konsensfähigen Formulierungen. Zunächst setzte er sich vom symbolischen Abendmahlsverständnis eines Huldrych Zwingli ab und formulierte möglichst im Einklang mit den Autoren der Wittenberger Reformation. Im Consensus Tigurinus, einem innerschweizer Konsensdokument, kam Calvin dem Zürcher Reformator Heinrich Bullinger im Sakramentsverständnis weit entgegen (1549). Es folgte der Abendmahlsstreit mit dem Hamburger Gnesiolutheraner Joachim Westphal (ab 1552) und der Bruch mit Melanchthon. In den 1550er Jahren näherte sich Calvin zwinglianischen Positionen an. In den 1560er Jahren suchte Calvin aber wieder Gemeinsamkeiten mit dem Luthertum und wählte Formulierungen, die an die Confessio Augustana und an Melanchthons Confessio Saxonica anklingen. Wenn im Folgenden „das“ Abendmahlsverständnis Calvins wie etwas Feststehendes vorgestellt wird, so handelt es sich angesichts seiner fortwährenden Gesprächs- und Vermittlungsbemühungen um eine Vereinfachung:
- Das Abendmahl selbst ist eine Gabe Gottes, nicht nur die Erinnerung an eine göttliche Wohltat. Der Heilige Geist bewirkt, dass Jesus Christus in Brot und Wein als Person gegenwärtig ist (praesentia personalis).
- Die Teilnehmer der Abendmahlsfeier sind durch diese in Gemeinschaft mit Christus und untereinander. Der Heilige Geist ist das Band (vinculum participationis), das den einzelnen Gläubigen mit Leib und Blut Christi verbindet und zum Teil der Kirche als dem mystischen Leib Christi macht. Das Abendmahl stärkt den einzelnen Christen und vertieft seine Christusbeziehung. Darum sollte man häufig am Abendmahl teilnehmen. Die Feier ist außerdem ein Gedächtnis- und Bekenntnismahl.
- Was der Christ beim Abendmahl empfängt, ist eine vom Heiligen Geist vermittelte reale Gabe: der ganze Christus und sein erlösendes Handeln. Wo Calvin stärker lutherisch formulierte, heißt es: Das Zeichen (Brot und Wein) bietet das Bezeichnete, nämlich Christus, dar. Mit dem Begriff der Darbietung (exhibitio) hatte Calvin eine Sprachregelung gefunden, die sowohl reinen Symbolismus als auch massiven Sakramentsrealismus vermied. Wo Calvin sich mehr Zwingli annäherte, formulierte er: Das Zeichen ist ein Bild oder etwas dem Bezeichneten Ähnliches (imago oder similitudo), das Gott gebraucht, ohne sich daran zu binden. Entsprechend schwankte Calvins Verständnis der Art und Weise, wie der Gläubige einerseits Brot und Wein, andererseits Christus selbst empfängt (duplex manducatio).

##### Doppelte Prädestination

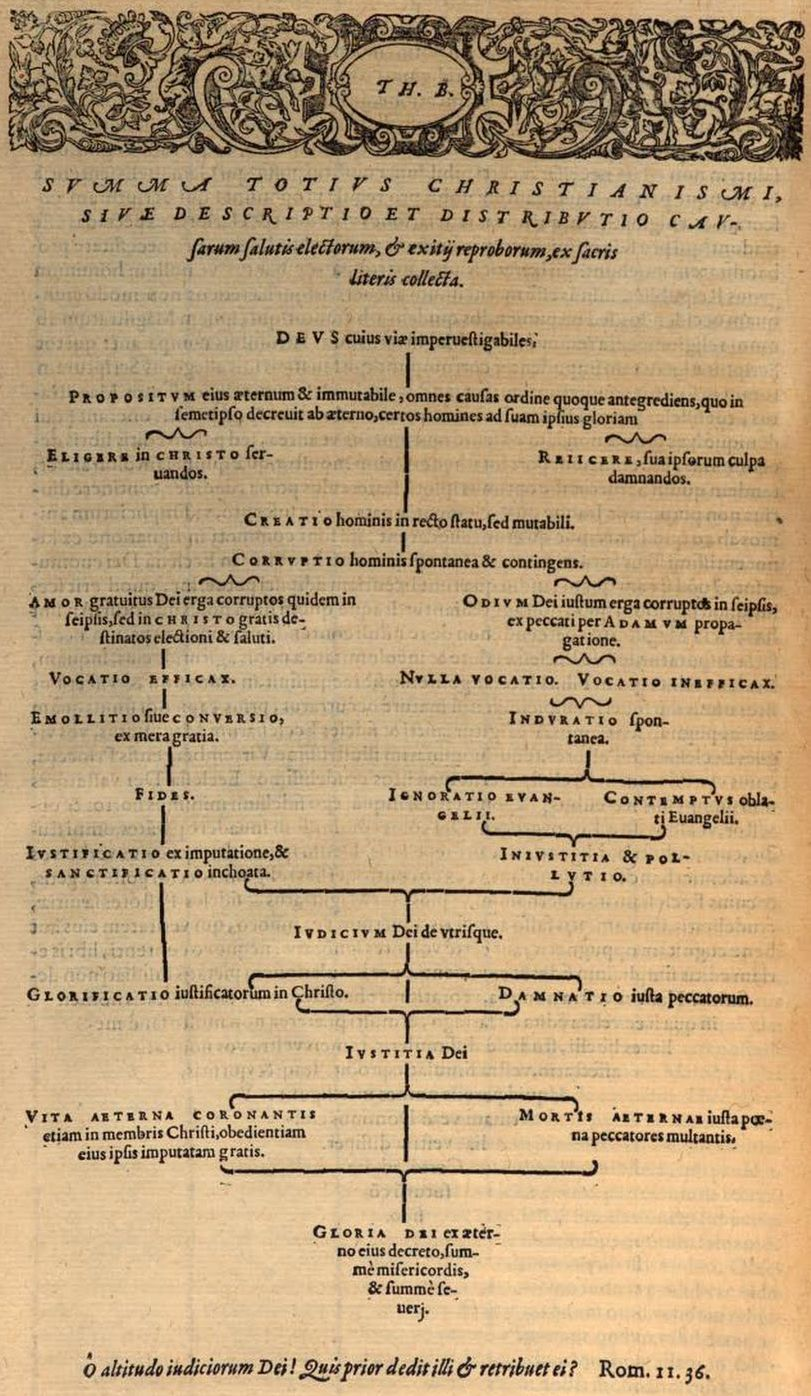
Schematische Darstellung der doppelten Prädestination (Tabula Praedestinationis, 1555). Dieser Entwurf stammt von Théodore de Bèze und wurde offenbar von Calvin gebilligt.

In der Erstfassung der Institutio von 1536 sind die Hauptbegriffe der späteren Prädestinationslehre schon vorhanden: Erwählung Gottes, Vorsehung Gottes, ewiger Ratschluss Gottes, vor Grundlegung der Welt, Erwählte und Verworfene, Beharren bis ans Ende. Aber der Tenor der Ausführungen von 1536 lässt sich laut Wilhelm H. Neuser auf folgende Formel bringen: „Gott ist barmherzig, und die Glaubenden sollen daher Hoffnung für die Außenstehenden hegen.“ Noch lehrte Calvin nicht die doppelte Prädestination. Bereits im folgenden Jahr erfolgte mit dem ersten Genfer Katechismus (Instruction et Confession de Foy dont on use en l’Eglise de Genève) eine Neubestimmung, und der Grund dafür war anscheinend die stärkere Gewichtung des Sündenfalls. Die Entscheidung, ob der einzelne Mensch ein Erwählter oder ein Verworfener sein werde, fällte Gott demnach bereits vor Erschaffung der Welt. Einen Bezug dieses sogenannten „ewigen Ratschlusses“ (decretum aeternum) zum Erlösungshandeln Jesu Christi konnte Calvin nicht herstellen. In der Institutio von 1539 liegt Calvins Prädestinationslehre dann schon fertig vor, in der Endfassung von 1559 nahm er diesen 20 Jahre alten Text und teilte ihn: die göttliche Vorsehung erscheint 1559 im ersten Buch im Rahmen der Schöpfungslehre, die Prädestination im dritten Buch nach den Themen Heiligung und Rechtfertigung; der größere Kontext ist hier die Glaubensgewissheit. Zwischen 1539 und 1559 setzte sich Calvin mit Gegnern seiner Prädestinationslehre auseinander, neben Jérôme-Hermès Bolsec vor allem mit dem Niederländer Albert Pigge (Pighius). Pigge schlug folgende Faustregel für das Verständnis schwieriger Bibelverse vor:

„Nichts hat er [Gott] gehasst, was er erschaffen hat. Während er schuf, hat er auch nicht irgend jemand der Verdammnis und dem Untergang geweiht. Nichts hat erschaffen, es sei denn zum Leben, nicht aber zur Schmach des Lebens.“

In der Abwehr der Argumentation Pigges betonte Calvin nun Gottes Zorn über die Sünde. Unter dem Motto „Augustinus gehört uns!“ (Augustinus totus noster) trat die Beweisführung aus den Schriften des Kirchenvaters gleichwertig neben die Begründung der Prädestinationslehre aus der Bibel. Die Gegenposition zu Pigge klingt bei Calvin so:

„Es ist zwar ein furchtbarer Ratschluß (decretum horribile), das gebe ich zu; aber dennoch wird niemand leugnen können, daß Gott, bevor er den Menschen erschuf, zuvor gewußt hat, welchen Ausgang er nehmen würde, und daß er dies eben darum vorauswußte, weil er es in seinem Ratschluß so bestimmt hatte!“

In der Genfer Gemeinde gab es Vorbehalte gegen Calvins Prädestinationslehre. Die Compagnie des Pasteurs verpflichtete Calvin deshalb, eine Predigt eigens zu diesem Thema zu halten; er tat das am 18. Dezember 1551. Interessant ist, dass Calvin den Hörern hier weniger zumutete als in seinen dogmatischen Schriften; er predigte die Gnadenwahl, nicht die doppelte Prädestination. Der Christ solle ehrfürchtig auf Gottes Majestät und die Größe seiner Gnade schauen, mit der er „uns“ aus der ganzen seit Adams Fall verdammten Menschheit erlöst hat. Dann fuhr Calvin fort:

„Wenn wir unterdessen auf die Verworfenen blicken, (so deshalb), damit wir in ihnen uns selbst sehen lernen und zu dem Eingeständnis kommen: Genau so wäre es um uns bestellt, wenn Gott nicht seine väterliche Güte geltend gemacht hätte, um uns von ihnen zu scheiden.“

Neuser weist darauf hin, dass Calvins Predigt zwar nicht im Widerspruch zu den dogmatischen Ausführungen der Institutio steht, aber den Hörern vorenthielt, dass er in der Institutio weitere Konsequenzen zog: „D. h. er verteidigt die doppelte Prädestination [in der Institutio] logisch und uneingeschränkt. Dazu gehört auch die Verborgenheit des decretum aeternum.“ Mit anderen neueren Calvinforschern schließt er daraus, dass die Prädestinationslehre in der Endfassung der Institutio von 1559 nicht absolut gesetzt werden solle, sondern dass es in Calvins Werk verschiedene Aussagen zum Thema gibt.

##### Kirche

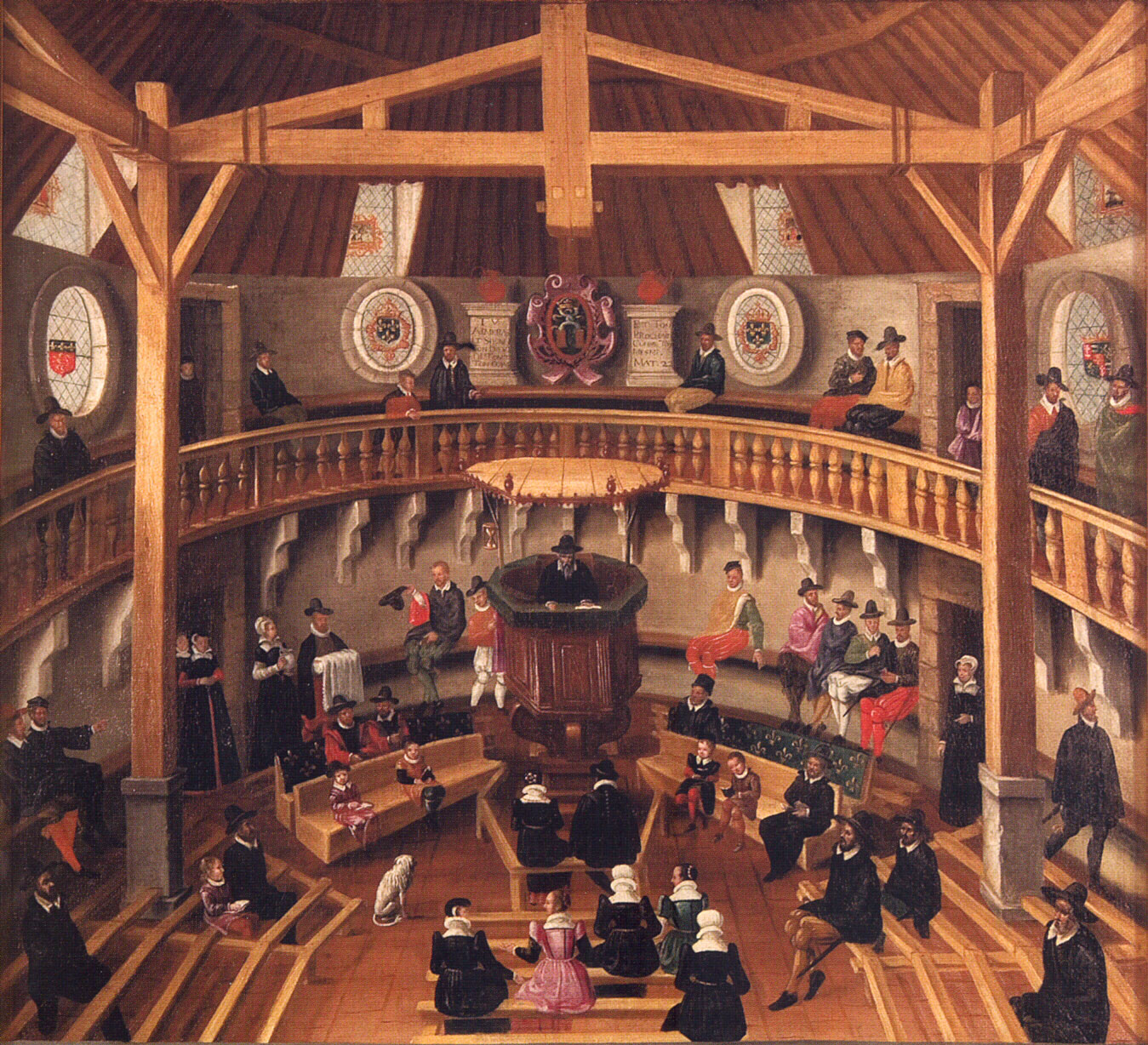
Tempel von Lyon, „Paradies“ genannt. Das Gemälde kann als Idealvorstellung der reformierten Kirche zur Zeit Calvins gelten. Zentral ist der Prediger auf seiner Kanzel. Das vor ihm sitzende Paar deutet an, dass sich die Gemeinde zu einer Trauung einfindet (anonymer Künstler, 16. Jahrhundert, Internationales Museum der Reformation)

Die Kirche war für Calvin die „Mutter“ der Glaubenden – eine auf Tertullian zurückgehende Formulierung (Institutio, 4.1.1.). Die Unterscheidung zwischen sichtbarer und unsichtbarer Kirche, die Augustinus von Hippo begründete, hat bei Calvin kein besonderes Gewicht. Letzten Endes wisse nur Gott, wer zu ihm gehöre. Wenn Calvin auf die „sichtbare Kirche“ einging, so interessierte ihn meist nicht die Problematik, dass Fromme und Unfromme dieser Organisation angehören, sondern, dass die Kirche sich eine ihrem Auftrag entsprechende Organisationsform geben sollte. Gottes Erwählung der Kirche (zu der Calvin auch das Bundesvolk des Alten Testaments, die Juden, rechnet) und ihre Gestaltwerdung sind bei Calvin aufeinander bezogen wie Rechtfertigung und Heiligung des einzelnen Christen. Daraus ergibt sich, dass für Kirchen calvinistischer Tradition die Kirchenverfassung große Bedeutung hat.
Die Kennzeichen der wahren Kirche (notae ecclesiae) bestimmte Calvin in der Institutio übereinstimmend mit der Confessio Augustana (Artikel 7), die von Philipp Melanchthon als Konsensdokument der Wittenberger Reformation und der altgläubigen Seite formuliert worden war. Predigt des Worts und Verwaltung der Sakramente sind auch für Calvin die beiden Merkzeichen (symbola) der Kirche und konstituieren sie. Auch wenn es viele Missstände (vitii) gibt und etwa in der Liturgie Unterschiede bestehen, ist daher Gemeinschaft mit anderen Konfessionen möglich. Der Prediger des Worts, an dem nach diesem Modell liegt, ob vor Ort die wahre Kirche vorhanden ist, stelle in seiner Person eine Korrelation zwischen Bibeltext und Heiligem Geist her; weder rezitiert er bloß Bibeltexte, noch löst er sich in seiner Predigt vom Bibelwort, denn der Heilige Geist hat sich an diese Texte gebunden. Im Gegensatz zu einigen Bekenntnisschriften reformierter Kirchen (Confessio Scotica 1560, Confessio Belgica 1561) rechnete Calvin die Kirchenzucht nicht unter die notae ecclesiae. Die römisch-katholische Kirche des 16. Jahrhunderts erfüllte nach Meinung Calvins und anderer Reformatoren die notae ecclesiae nicht, war also nicht Kirche im eigentlichen Sinn. Calvin fand aber, im Gegensatz etwa zu Melanchthon, im Katholizismus Spuren von Kirche (Vestigia ecclesiae), ein Motiv, das im 20. Jahrhundert im ökumenischen Gespräch aufgegriffen wurde. Er setzte sich für die Einheit der Kirche ein. Deshalb arbeitete er Anfang der 1540er Jahre bei Einigungsversuchen auch mit katholischen Theologen zusammen. Nachdem sich das Konzil von Trient (1545–1563) scharf gegen die Reformation abgegrenzt hatte, beschränkte Calvin seine Anstrengungen darauf, eine Einigung der evangelischen Kirchen herbeizuführen.
In seiner Kirchenordnung von 1541 führte Calvin nach dem Vorbild der urchristlichen Gemeinden das Amt der Ältesten (anciens) ein. Diese Ältesten waren zugleich Mitglieder des weltlichen Rates der Stadt Genf. Zusammen mit den Pfarrern (pasteurs, ministres), die für das gottesdienstliche Leben zuständig waren, bildeten sie das Konsistorium (consistoire). Weitere Ämter hatten die Lehrer (docteurs) inne, die für den kirchlichen Unterricht sorgten, und die Diakone (diacres), die die Armenpflege ausübten (Vierämterlehre). Calvins Lehre von der Kirche begründete einen neuen Kirchentyp, der als viertes neben die römisch-katholische Kirche, die anglikanische Staatskirche und das landesherrliche Kirchenregiment des Luthertums trat: Kirche als selbständiges Gegenüber des Staates, das den Staat in seinen Aufgabenbereichen respektiert.

##### Missiologie
Calvins Missionsgedanken bewegen sich weitgehend in den Bahnen reformatorischer Anschauungen. Auch Calvin ist erstaunt über die Verbreitung des Evangeliums in der Welt. Obwohl Christus nach seiner Auferstehung diese „wie ein Blitz […] durchdrungen“ habe, wird der umfassende Missionsauftrag jedoch erst mit Christi Wiederkunft vollendet sein. Bis dahin könne Gott, wie Calvin glaubt, noch immer Apostel als Sendboten erwecken oder auch die Obrigkeit in seinen Dienst stellen. Eine organisierte Missionsunternehmung indes tritt nicht in das Blickfeld des Reformators.
Der einzelne Christ, so Calvin fortfahrend, sei keineswegs seiner Verantwortung enthoben: Soweit es uns möglich ist, „sollen [wir] uns bemühen, alle Menschen auf der Erde zu Gott zu führen“ resp. „arme Seelen aus der Hölle herauszuziehen […], damit er [sc. Gott] „von allen einmütig geehrt werde und ihm alle dienen.“

#### Ethik
Dass Calvin von seiner Ausbildung her Jurist war, hatte Folgen für sein theologisches Denken, das, so Christian Link, „zeitlebens geprägt [war] von der Strenge und Faszination des Gesetzes.“ Gewisse Vorstellungen von Gerechtigkeit und Rechtschaffenheit seien dem Menschen „eingeprägt“ (Institutio 2.8.1.). Es entspreche der Autorität Gottes des Schöpfers, das Leben der Menschen mit dem Gesetz zu regeln; dies sei eine Wohltat Gottes und zeige seine Gerechtigkeit, Heiligkeit und Güte (Institutio 3.23.2.). Calvin lehrt eine dreifache Funktion des Gesetzes:
1. Es zeigt, worin Gerechtigkeit besteht und hält den Menschen den Spiegel vor;
2. In der Bürgergemeinde wird mit dem Gesetz ein einigermaßen harmonisches Zusammenleben ermöglicht; Strafandrohung und Strafverfolgung halten die Ungerechten weitgehend davon ab, Schaden anzurichten;
3. Der wichtigste Gebrauch des Gesetzes ist für Calvin, dass es den Christen anleitet, in der Erkenntnis voranzuschreiten, sich für Gerechtigkeit einzusetzen und sich vor Müßiggang und Gesetzesübertretung zu hüten (Usus in renatis).

Calvins Ethik betont die christliche Freiheit und die Gewissensfreiheit. Unter Freiheit versteht Calvin erstens die aus der Sündenvergebung resultierende Freiheit von Werkgerechtigkeit, zweitens die Freiheit, aus Dankbarkeit gute Werke zu tun und sich für Gerechtigkeit einzusetzen, drittens die Freiheit, die Güter dieser Welt zu genießen und zu gebrauchen, immer orientiert an dem, was dem Nächsten nützt und der Ehre Gottes dient.
Die Kirchenzucht ist nach Calvin unerlässlich, sowohl um die Integrität der Kirche zu wahren als auch um den Fortschritt der einzelnen Gläubigen in der Heiligung zu fördern. Vorrangig geht es dabei um öffentliche und provokante Verletzungen der Gebote, aber Calvin ließ unbestimmt, in welchem Umfang private Fehler und persönliche Schwächen ein Thema der Kirchenzucht sind. Das Vorgehen bei Kirchenzucht, vom persönlichen Gespräch bis schlimmstenfalls zum Ausschluss des Unbußfertigen (Exkommunikation) entnahm Calvin dem Neuen Testament. Grundsätzlich sei jeder Christ befugt, sich für die Kirchenzucht in seiner Gemeinde einzusetzen, aber ein besonderer Auftrag sei dies für Pastoren und Presbyter.
Innovativ war Calvin beim Thema Ehe und Familie. Ausgehend von Spr 2,17  und Mal 2,14–16 , verstand er die Ehe als Bund: „So wie Gott den erwählten Gläubigen in eine Bundesbeziehung mit ihm hineinzieht, so zieht er die Eheleute in eine Bundesbeziehung miteinander.“ Die Eltern der Brautleute, die Gefährten (Trauzeugen), der Geistliche und der Magistrat müssen bei der Eheschließung zwingend beteiligt sein, da sie für unterschiedliche Dimensionen der Mitwirkung Gottes stehen. Ehe war für Calvin eine heterosexuelle, monogame, auf Lebenszeit angelegte Verbindung zweier Menschen. Alles, was von dieser Norm abwich, wurde von Calvin bekämpft und im Genf seiner Zeit bestraft. (Dabei hatte er argumentative Schwierigkeiten bei der Ablehnung der von den biblischen Patriarchen gelebten Vielehe.) Ehebruch war für Calvin ein Verbrechen und konnte im schweren und wiederholten Fall im Genf seiner Zeit die Todesstrafe zur Folge haben. Alle Arten von sexuellen Normverstößen, ja sogar Tanzen, zweideutige Spiele, Humor, Literatur klassifizierte Calvin tendenziell als Unzucht, die mit Verwarnung oder Geldbuße sanktioniert wurde. Das Konsistorium suchte Eheprobleme durch Mediation zu lösen (was einen erheblichen Teil der Konsistoriumsakten füllt) und eine Versöhnung herbeizuführen. Wo das nicht möglich war, konnte der nichtschuldige Ehepartner auf Scheidung klagen und erhielt so die Möglichkeit der Wiederheirat. Aber auch der schuldige Ehepartner sollte nach einer gewissen Bußzeit wieder heiraten.
Neben der Kirche hat für Calvin der Staat wichtige sozialethische Funktionen. Personen mit Amtsgewalt (magistratz) seien „Stellvertreter und Statthalter Gottes“ (vicaires et lieutenants de Dieu), formulierten Farel und Calvin bereits 1536 in der Confession de la Foy, die sie der Stadt Genf vorlegten. Ihre Aufgabe sei es, den Frieden, die Religion und die Ehrbarkeit durch Gesetze und Rechtsprechung zu gewährleisten. Um Missbrauch der politischen Macht auszuschließen, müssen Regierungsorgane unterschiedlichen Ranges geschaffen werden, die sich gegenseitig stützen, aber auch kontrollieren. Calvin war der Ansicht, dass sich aus der Bibel keine Staatsform verbindlich ableiten lasse. Die Monarchie sah er kritisch, da sie zu Tyrannis neige. Er tendierte zu einer aristokratischen Regierungsform, die ein Element bürgerlicher Selbstverwaltung haben konnte, aber nicht musste. Die Bevölkerung sei verpflichtet, Erlasse zu befolgen, Steuern zu zahlen und Aufgaben für das Gemeinwohl zu übernehmen, darunter der Kriegsdienst in gerechten Verteidigungskriegen. Sie müsse auch Tyrannen erdulden. Diese zu stürzen sei Recht und Pflicht der niederen Obrigkeiten (z. B. Adel, Stände). Nur im Grenzfall sei Widerstandsrecht auch für den Einzelnen erlaubt, nämlich dann, wenn die Obrigkeit Ungehorsam gegen Gott befiehlt.
Seine Bibelexegese führte Calvin zu einer „eingeschränkte[n] Billigung des Zinses und des Erwerbs von Eigentum durch ehrliche und harte Arbeit“. Er befürwortete den Zins als Anreiz, Geld produktiv anzulegen, wollte ihn aber auf wirtschaftlich Leistungsfähige beschränken, Arme sollten von der Zinszahlung verschont werden und Wucher war untersagt. Unter seinem Einfluss wurde in Genf ein staatlicher Höchstzins von 5 % festgesetzt. In Genf setzte sich Calvin für sozialpolitische Maßnahmen ein: kostenlose medizinische Versorgung der Armen, Preiskontrolle bei Grundnahrungsmitteln, Arbeitszeitbegrenzung, Lohnerhöhung, Umschulung von Arbeitslosen usw. Dies alles sei Aufgabe der Stadtregierung.

## Wirkungsgeschichte

### Altreformierte Orthodoxie
Der Konsens der älteren Forschung (Ernst Bizer, Basil Hall) besagte, dass Calvins Theologie bereits von der Generation seiner Schüler, vor allem Théodore de Bèze, in ein System gebracht worden sei, das die Beschäftigung mit der Bibel und die Bedeutung von Jesus Christus zurücktreten ließ zugunsten der dominierenden Prädestinationslehre. Mit den Arbeiten Richard A. Mullers setzte eine Neubewertung ein, die zum Beispiel Heiko A. Oberman und David C. Steinmetz vertreten. Demnach ist Johannes Calvin eine von mehreren prägenden Persönlichkeiten seiner Theologengeneration. Die altreformierte Theologie setzte Calvins Institutio nicht in der Weise als normativ voraus wie die Lutheraner das Konkordienbuch. Schon mit den nationalen Bekenntnisschriften des späten 16. Jahrhunderts begann eine Differenzierung und Weiterentwicklung. So enthält das Zweite Helvetische Bekenntnis (1566) nicht die Lehre der doppelten Prädestination, weil es sich um einen Text Heinrich Bullingers handelt, der Calvins Prädestinationslehre nicht teilte. Der Anteil Calvins an der Entwicklung der altreformierten Orthodoxie im 17. Jahrhundert ist noch schwerer zu bestimmen. Die Dordrechter Synode war mit einem kleinen Problemkreis befasst, der sich in den Niederlanden durch das Auftreten des Arminianismus ergeben hatte. Die Westminstersynode dagegen erarbeitete einen Gesamtentwurf reformierter Theologie, der offensichtlich in der Tradition Calvins steht. „Dennoch ist der Inhalt der Westminster-Dokumente theologisch gesprochen so allgemein, dass es unmöglich ist, bestimmte Elemente mit Calvin als Einzelperson in Verbindung zu bringen.“

### Auseinandersetzung mit der Person Calvins im 18. Jahrhundert

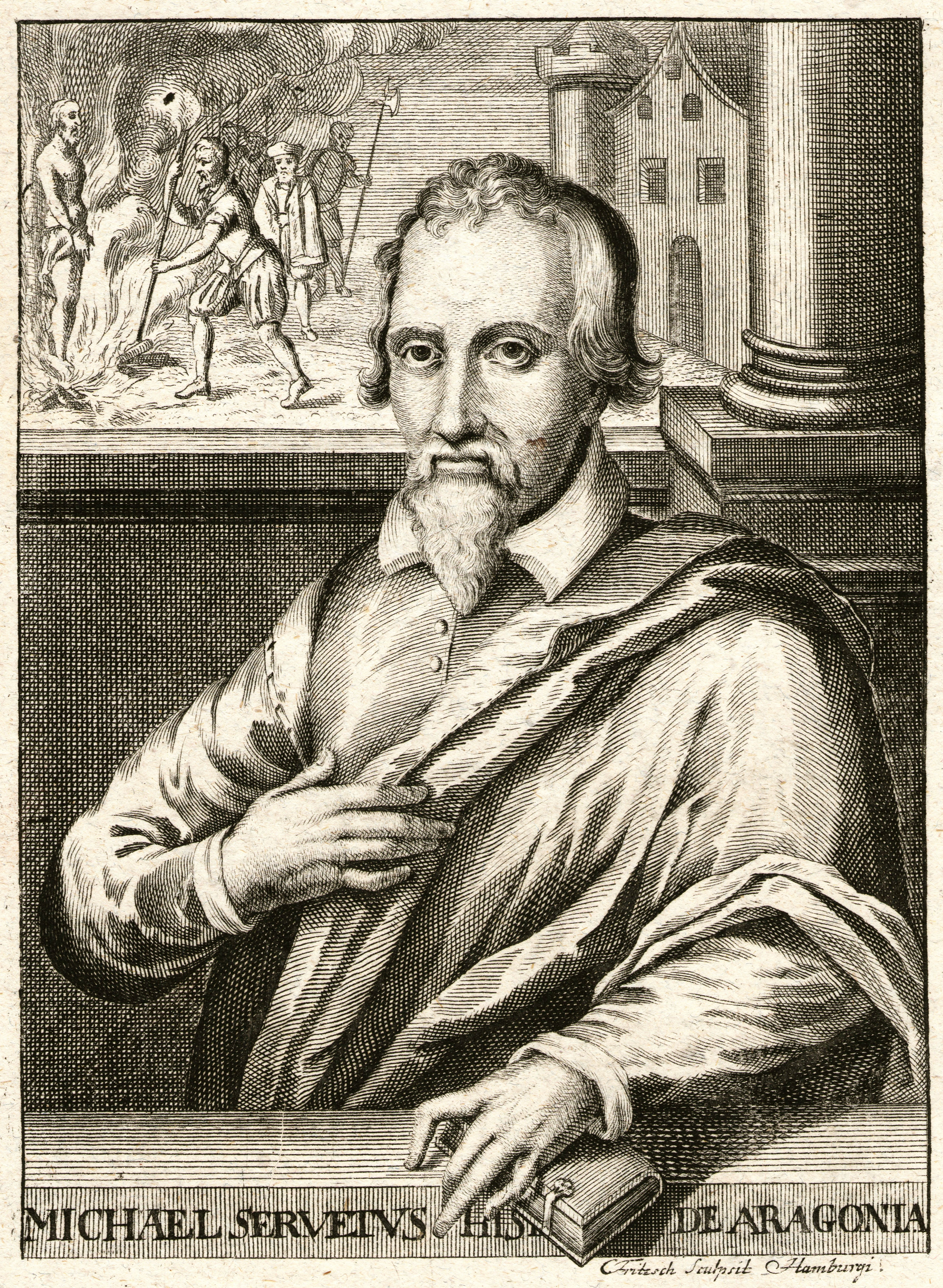
Michel Servet, wie ihn die Aufklärung sah (Kupferstich um 1740)

Im 18. Jahrhundert wurde Calvin weniger gelesen, was auch daran lag, dass Calvins Französisch nun schwer verständlich war. Über die Leserkreise von Calvins Werken ist wenig bekannt. Seine Persönlichkeit wurde in der Aufklärung meist kritisch gesehen. Im römisch-katholischen Raum wurde die polemische Biografie seines zeitgenössischen Gegners Jérôme-Hermès Bolsec viel rezipiert, der zufolge Calvin sexuell aggressiv gewesen sei, sich als Gott habe verehren lassen und an einer „stinkenden Krankheit“ zugrunde gegangen sei. Thomas Jefferson hielt Calvin, Athanasius den Großen und Ignatius von Loyola für drei religiöse Psychopathen, die verantwortlich seien für die Verbreitung vernunftwidriger Dogmen, darunter den Dreigötterglauben. Ganz anders Benjamin Franklin, der sich für Calvins Arbeitsmoral begeisterte. Da er nur wenige Stunden Schlaf brauchte, habe der mit 54 Jahren verstorbene Calvin ein langes Leben gehabt.
Sowohl Jean-Jacques Rousseau, der aus Genf stammte, als auch Voltaire, der dort ein Anwesen besaß, waren der Stadt verbunden und setzten sich mit Calvin auseinander. Rousseau pries Calvin als Genie, das man als Patriot und freiheitsliebender Mensch verehren solle. Voltaire dagegen verachtete den „Papst der Protestanten“, der die Gewissen kontrollieren wollte und, wie der Fall Servet zeige, ein Tyrann gewesen sei. Er gratuliere der Genfer Pastorenschaft dazu, dass sie gegenwärtig keine Calvinisten mehr seien. Der leitende Genfer Pastor, Jacob Vernet, entwickelte die Argumentation zu Calvins Verteidigung, die als klassisch gelten kann: Servet sei überhaupt nur nach Genf gelangt, weil er vor seiner Hinrichtung durch die Inquisition entflohen sei. Nicht Calvin verurteilte ihn zum Tod auf dem Scheiterhaufen, sondern der Genfer Rat. Calvin tat nur seine Pflicht, als er Dokumente herausgab, die Servet ihm selbst geschickt hatte. Die Hinrichtungsmethode zeige die Brutalität der Zeit, dafür könne man nicht Calvin als Person verantwortlich machen.

### Calvinrezeption im 19. und 20. Jahrhundert
Nach Arnold Huijgen beherrschten zwei gegenläufige Trends die Beschäftigung mit Calvin im 19. Jahrhundert:
- Für die einen war Calvin wegen seiner Rolle im Prozess gegen Servet eine Symbolfigur der religiösen Intoleranz, und Servet wurde als Freigeist stilisiert.
- Anderen galt das Genf Calvins als ideale, musterhafte christliche Gesellschaft. Für diesen „politischen Calvinismus“ steht der niederländische Premierminister Abraham Kuyper.

#### Calvin-Biografien

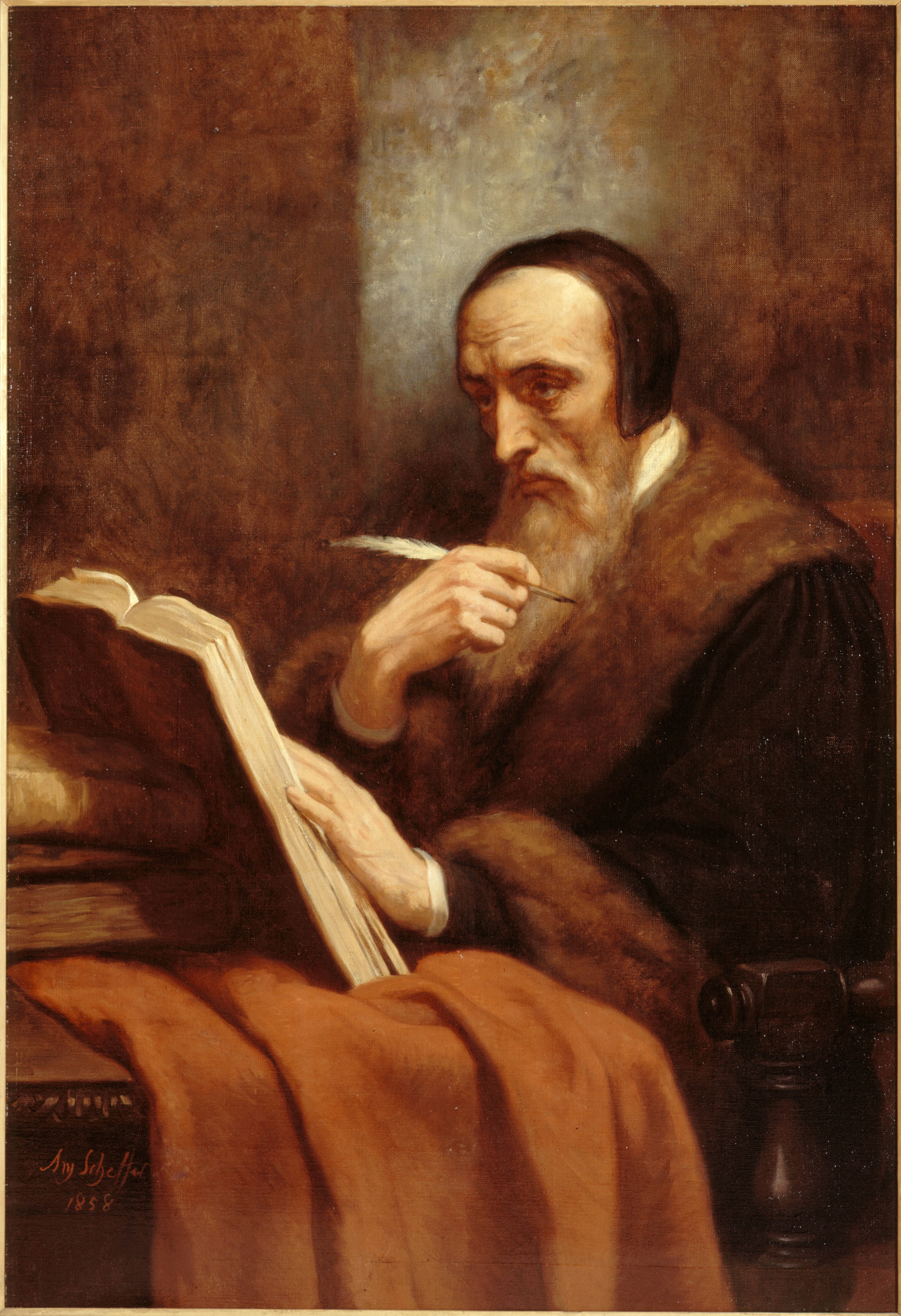
Ary Scheffer: Porträt Calvins, 1858 (Musée de la Vie romantique)

Paul Henry, Prediger an der Französischen Friedrichstadtkirche in Berlin, legte die erste große Biografie Calvins vor: Das Leben Calvins, des großen Reformators, 3 Bände 1835–1844. Henry schrieb als Verehrer Calvins, ebenso wie Ernst Staehelin (1863). Zwei römisch-katholische Autoren, Franz Wilhelm Kampschulte (1869; 1899) und Carl Adolph Cornelius (1899), stellten Calvin distanzierter dar; beider Arbeiten blieben unvollendet. Von 1899 bis 1927 erschien die siebenbändige Calvin-Biografie Émile Doumergues, die auf den älteren Arbeiten aufbaute und ganz auf den Ton der Calvin-Bewunderung und Calvin-Apologetik gestimmt ist. Doumergue betreute mehrere Doktoranden, die Einzelaspekte der Biografie Calvins erforschten.

#### Erinnerung an Servet
Der Prozess Servets zog als Einzelthema große Aufmerksamkeit auf sich. Der Tenor dieser Publikationen ist starke Kritik der Rolle Calvins. Antonius van der Linde bezeichnete Servet im Titel seiner Schrift geradezu als „Brandopfer der reformierten Inquisition“ (Michael Servet, een brandoffer der gereformeerde inquisitie, 1899). Servet wurde auch in Theaterstücken als Märtyrer der Meinungsfreiheit dargestellt. 1903 jährte sich Servets Todestag zum 350. Mal. Freidenker planten, aus diesem Anlass für Servet ein Denkmal zu errichten. Calvinisten verhinderten dies und kamen ihnen zuvor, indem sie ihrerseits einen Servetus-Gedenkstein aufstellten. Der von Doumergue verfasste Text entlastete Calvin von der Verantwortung für Servets Tod. Er drückt Respekt für Calvin, „unseren großen Reformator“, aus, verdammt „eine Irrung, die die Irrung seiner Zeit war“ und bekennt sich zur Gewissensfreiheit, die den Prinzipien der Reformation und des Evangeliums entspreche.

#### Neocalvinismus
Niederlande
Der Politiker Abraham Kuyper kann als Initiator und bekanntester Vertreter des niederländischen Neocalvinismus gelten. Er verstand den Calvinismus als „Lebensprinzip“, der als einziges dem „Modernismus“ Widerstand leisten könne, hinter dem er die Französische Revolution sah. Es gebe eine Menschheitsentwicklung von den Hochkulturen des Alten Orients über Griechenland und Rom, das Papsttum, die calvinistischen Gesellschaften Westeuropas und von dort weiter nach Amerika, erläuterte er in den Stone Lectures, die er 1898 in Princeton hielt. Kuyper stützte sich bei seiner modernen Interpretation Calvins vor allem auf Buch 1 der Institutio (Schöpfung, Gottes Vorhersehung) und Buch 4 (Kirchenordnung, Staat und Politik). Herman Bavinck legte mit der Gereformeerde Dogmatiek (1895) eine systematische Darstellung des modernen Calvinismus vor. Weitere Vertreter waren in den Niederlanden Herman Dooyeweerd und Gerrit Cornelis Berkouwer, in Deutschland Hermann Friedrich Kohlbrügge und Adolf Zahn.
Eine besondere Weiterentwicklung des niederländischen Neocalvinismus fand innerhalb der Niederländisch-reformierten Kirche in Südafrika statt. Theologen, die an der Freien Universität Amsterdam studiert hatten und dort durch Kuyper und Bavinck geprägt worden waren, leiteten aus dem Kuyperismus eine religiöse Begründung der Apartheid ab (und das, obwohl Kuyper selbst Rassentrennung nicht befürwortete). Besonders einflussreich war F. J. M. Potgieter, der von 1946 bis 1977 einen Lehrstuhl für Theologie an der Universität Stellenbosch hatte. Er vertrat diese Spielart des Neocalvinismus nicht nur im akademischen Raum, sondern war auch an Dokumenten seiner Kirche, die das Apartheidsystem rechtfertigten, maßgeblich beteiligt.
Vereinigte Staaten
Das Princeton Theological Seminary galt von 1812 bis zu seiner Neuorganisation 1929 als Hochburg des amerikanischen Neocalvinismus, der mit den Namen Archibald Alexander, Charles Hodge, Benjamin Breckinridge Warfield und John Gresham Machen verbunden ist. Nächst der Bibel, die mit dem Vorzeichen der strikten Verbalinspiration gelesen wurde, und den Werken Calvins war François Turrettini und die Westminster Confession grundlegend für die reformierte Theologie Princetons. Sie wurden von Hodge in die Formel gefasst: „Der Calvinismus ist schlicht die Religion in Reinform.“ Die Reorganisation Princetons 1929 führte zur Gründung des Westminster Theological Seminary, das die Tradition des alten Princeton weiterführen sollte. Nachdem die großen Kirchen reformierter Tradition in den Vereinigten Staaten heute nicht mehr als konfessionell-calvinistisch anzusprechen sind, sieht Scott M. Manetsch die Pflege des calvinistischen Erbes eher bei einer Reihe von Verlagshäusern, die Werke von und über Calvin für ein großes Publikum anbieten: Baker, Eerdmans, Puritan-Reformed und Westminster/John Knox.

#### Max Weber
In einem Klassiker der Religionssoziologie, Die protestantische Ethik und der Geist des Kapitalismus (1904/05) entwickelte Max Weber den Gedanken, dass Calvins Lehre der doppelten Prädestination Ängste weckte, die durch eine bestimmte Arbeitsethik überwunden oder wenigstens erträglich gemacht wurden. Dabei unterscheidet er zwischen Calvins eigenen Auffassungen und dem, was die Epigonen daraus machten: „Er [Calvin] verwirft prinzipiell die Annahme: man könne bei anderen aus ihrem Verhalten erkennen, ob sie erwählt oder verworfen seien, als einen vermessenen Versuch, in die Geheimnisse Gottes einzudringen. Die Erwählten unterscheiden sich in diesem Leben äußerlich in nichts von den Verworfenen.“ Der Schluss von der eigenen Lebensführung auf den Stand der Erwählung (Syllogismus practicus) ist demnach ein Phänomen des späteren Calvinismus, das sich aber, nach Weber, folgerichtig aus den Problemen der damaligen Seelsorger ergab. Sie rieten ihren Gemeindegliedern dazu, sich für erwählt zu halten und jeden Zweifel daran zu unterdrücken, und schufen so den Typ der „selbstgewissen «Heiligen», […] die wir in den stahlharten puritanischen Kaufleuten […] wiederfinden.“ Außerdem war nicht wie im vorreformatorischen Katholizismus eine möglichst große Zahl einzelner guter Werke gefordert (insofern auch keine Werkgerechtigkeit), sondern eine rationale Lebensführung: „eine zum System gesteigerte Werkheiligkeit.“ (ebd.) Für diese calvinistische Lebensführung prägte Weber den Begriff innerweltliche Askese als Gegensatz zu einer katholischen Askese des Rückzugs aus der Welt ins Kloster. Weber betonte, wie befremdlich der asketische Heroismus des puritanischen Bürgertums im 20. Jahrhundert wirkte. Er postulierte eine „Höchstrelevanz des Religiösen“ (Hartmann Tyrell) im Calvinismus des 17. Jahrhunderts, das Jenseits (Life, eternal life) sei alles gewesen, während Webers Kritiker die Bedeutung religiöser Momente für die reale Entwicklung stark überbewertet sahen.
Webers Calvinist ist für sein Seelenheil ganz auf sich gestellt. „Das bedeutet nun aber praktisch, im Grunde, daß Gott dem hilft, der sich selber hilft, daß also der Calvinist […] seine Seligkeit – korrekt müßte es heißen: die Gewißheit von derselben – selbst ‚schafft‘ […] in einer zu jeder Zeit vor der Alternative: erwählt oder verworfen? stehenden systematischen Selbstkontrolle.“ Kurt Samuelsson betont, dass die Parenthese eine Schwäche von Webers Argumentation zeige: Ist der wirtschaftliche Erfolg für den Calvinisten ein Zeichen seiner Erwählung („Seligkeit“) oder ein Mittel, um seine Erwählung selbst zu „schaffen“? Nur die erste Option ist konsistent mit der Lehre der doppelten Prädestination. Weber erwähnte, dass jemand sich seiner Erwählung statt durch asketisches Handeln auch durch „mystische Gefühlskultur“ versichern könne. Diese Option ordnete er aber dem Luthertum zu. Samuelsson kritisiert, dass Weber diese konfessionell verschiedene Rezeption des Prädestinationsgedankens nicht begründete, sondern als Selbstverständlichkeit betrachtete.
Dieter Schellong und Heinz Steinert kritisieren Webers selektiven Umgang mit Quellentexten. Seine Hauptquelle für die puritanische Befindlichkeit sei Richard Baxter, der die doppelte Prädestination ablehnte. Weber zitiere aus Baxters Frühwerk The Saints’ Everlasting Rest („Die ewige Ruhe der Heiligen“) und blende weg, dass Baxter darin berufliche Arbeit nur als Hindernis der Kontemplation sieht.

#### Calvin-Jubiläum 1909

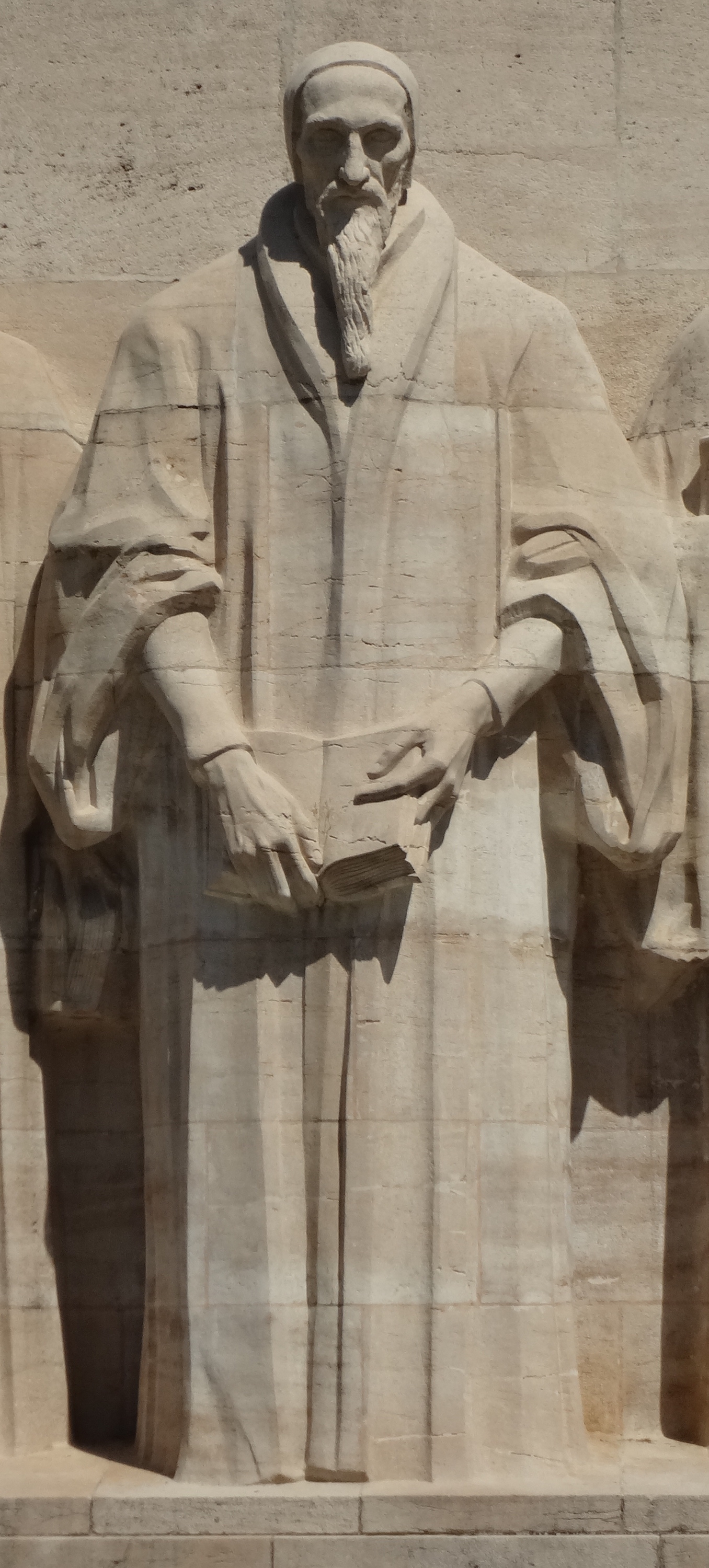
Calvin-Statue als Teil des Internationalen Denkmals der Reformation

Die Feiern zu Calvins 400. Geburtstag 1909 wurden im Reformierten Bund in Deutschland als Chance begriffen, in der deutschen Öffentlichkeit Sympathie für Calvin zu wecken, die mehrheitlich nur zweierlei über ihn wusste: „daß er den lästernden Servet verbrannt und die grausame Lehre von der Prädestination aufgestellt habe“, wie ein Zeitgenosse formulierte. Der Bund unternahm erhebliche Anstrengungen, das Jubiläum mit den damaligen Mitteln als „Multimedia-Ereignis“ (Hans-Georg Ulrichs) zu inszenieren.
Die Genfer Festwoche im Juli 1909 hatte ein dichtes kirchlich-akademisches und volksfestartiges Programm. Einige Beobachter meinten, dass es nicht der reformierten Tradition entspreche, eine Person so in den Mittelpunkt zu stellen. Karl Barth vermutete, Calvin wäre die „reformierte Siegesallee“ (das 1909 begonnene, 1917 eingeweihte Internationale Denkmal der Reformation) „ganz einfach ein Greuel gewesen.“ Der wichtigste wissenschaftliche Ertrag des Calvin-Jubiläums war die Edition von Calvins Briefwechsel durch den Pfarrer und Schriftsteller Rudolf Schwarz. Sie zeigte unbekannte Seiten des Reformators und wurde als Korrektur von Kampschultes Calvin-Biografie begrüßt.

#### Karl Barth
Barths Calvin-Vorlesung an der Universität Göttingen 1922 war der Auftakt für eine neue Beschäftigung mit der Theologie Calvins im Raum der Dialektischen Theologie. Seine Neugier auf Calvins Schriften formulierte Barth mit den Mitteln des Expressionismus:

„Calvin ist ein Wasserfall, ein Urwald, ein Dämonisches, irgendetwas direkt vom Himalaja herunter, absolut chinesisch, wunderbar mythologisch…“

Barth war sich aber auch der Distanz bewusst, die zwischen dem 16. und dem 20. Jahrhundert besteht: „Die Einzelheiten des viel bewunderten Genfer Lebenssystems kann man wirklich nicht kennenlernen, ohne daß einem Worte wie Tyrannei und Pharisäismus fast unwillkürlich auf die Lippen kommen. Keiner von uns, der wirklich Bescheid weiß, würde in dieser heiligen Stadt haben leben wollen.“
Calvins Stärke sah Barth in der Synthese: Gotteserkenntnis und Selbsterkenntnis, Dogmatik und Ethik.
Unter den Autoren, die sich in der ersten Hälfte des 20. Jahrhunderts mit Calvins Theologie befassten, sind Max Dominicé (L’humanité de Jesu Christ, 1933) und Wilhelm Niesel (Calvins Lehre vom Abendmahl, 1930) hervorzuheben. Niesel, ein akademischer Schüler Barths, legte 1938 Die Theologie Calvins vor, eine Gesamtschau, die die Christologie als Zentrum von Calvins Denken bewertet und von hier aus Calvins Ekklesiologie interpretiert. „Calvins Kirchenverständnis machte sich Niesel im Kirchenkampf zur Beschreibung der durch Gottes Wort versammelten Gemeinde und später für seine Aufgaben als reformierter Kirchenpolitiker und Ökumeniker nutzbar.“ (Matthias Freudenberg) Die Calvin-Jubiläen 1959 (450. Geburtstag) und 1964 (400. Todestag) waren durch die in der deutschen Theologie dominierende Barth-Schule geprägt. Hans-Georg Ulrichs spricht in diesem Zusammenhang von einer „Calvinisierung“ der Reformierten in Deutschland.

#### Stefan Zweig
Am 24. Mai 1935 schrieb der Genfer Pfarrer an St. Peter, Jean Schorer, an Stefan Zweig und schlug dem Schriftsteller vor, die Kontroverse zwischen Castellio und Calvin zum Thema eines historischen Romans zu machen. Schorer stand als Liberaler seinem Amtsvorgänger Calvin sehr kritisch gegenüber. Zweig kannte Castellio bisher nicht und war von dessen Persönlichkeit fasziniert. Bei seinen Literaturrecherchen stellte er sich die Aufgabe, Calvin gerecht darzustellen; Schorer las den am 12. März 1936 abgeschlossenen Text Korrektur. Zweigs Roman Castellio gegen Calvin betitelt das Kapitel über Calvins erste Ankunft in Genf als „Die Machtergreifung Calvins“; die von Calvin nach seiner Rückkehr umgesetzte Kirchenordnung als „Gleichschaltung eines ganzen Volkes“; anders als in den Romanen über Erasmus von Rotterdam und Maria Stuart zieht Zweig in diesem historischen Roman zahlreiche Parallelen zur Neuzeit und zur eigenen Gegenwart. Die Lehre Calvins entspreche dessen Physiognomie, wie Zweig erläutert:

„Calvins Gesicht ist wie ein Karst … Alles, was das Leben sonst fruchtbar, füllig, freudig blühend, warm und sinnlich macht, fehlt diesem gütelosen, diesem trostlosen, diesem alterslosen Asketenantlitz.“

Freudenberg sieht Castellio gegen Calvin als „idealtypische Historiographie“, in der einzelne Personen geschichtliche Phänomene verkörperten; Calvin werde dabei in die Nähe von Adolf Hitler gerückt. Zweig sei von seiner Sekundärliteratur, insbesondere von Kampschulte, abhängig, deren Negativurteile er übernehme.

#### Römisch-katholische Calvinrezeption
Nach dem Zweiten Vatikanischen Konzil wurden Martin Luther und Philipp Melanchthon von katholischen Kirchengeschichtlern neu und positiver bewertet; in Bezug auf Johannes Calvin kam eine Neubewertung dagegen nur stockend in Gang. Wolfgang Thönissen erläutert: Bis ins 21. Jahrhundert wirke nach, dass die Ausbreitung des Calvinismus in Westeuropa im Ringen mit der katholischen Gegenreformation voranschritt. Das habe auf beiden Seiten die Verhärtung konfessioneller Frontstellungen bewirkt.
Karl Barths Theologie regte Yves Congar zu Calvin-Studien an. Calvins Lehre von der Kirche wirkte, vermittelt durch Congar, auf die Ekklesiologie des Zweiten Vatikanischen Konzils ein, und zwar mit dem Motiv der Vestigia ecclesiae und mit der Lehre vom dreifachen Amt Christi – das ganze Volk Gottes habe Anteil an den Ämtern Christi (Lumen gentium 10–12. 31; Apostolicam actuositatem 10).
Mit Alexandre Ganoczys Untersuchungen über Amt und Kirche bei Calvin setzte die neuere katholische Calvinforschung ein, die sich vor allem der Ekklesiologie und Sakramentenlehre des Reformators widmete. Eva-Maria Faber bietet eine Auseinandersetzung mit der gesamten Theologie Calvins (Symphonie von Gott und Mensch, 1999): Calvins Theologie ist zwar Kontroverstheologie, aber seine Christologie bietet sich als ein zentrales Thema an, bei dem jenseits der Polemik des 16. Jahrhunderts Gemeinsamkeiten gefunden werden können. Vermittelt über reformierte Theologen (Franz Jehan Leenhardt, Max Thurian, Jean-Jacques von Allmen), lässt sich außerdem in neuerer römisch-katholischer Sakramententheologie ein Grundgedanke Calvins aufzeigen: „Die Gaben von Brot und Wein werden durch Jesus Christus selbst … in der Kraft seines Hl. Geistes in eine völlig neue Beziehung zu uns gesetzt.“ Das Schlussdokument des Dialogs zwischen Reformiertem Weltbund und dem Sekretariat für die Einheit der Christen, Die Gegenwart Christi in Kirche und Welt (1977), zeigt, welche Konvergenzen im Verständnis der Gegenwart Christi im Abendmahl möglich sind, wobei der reformierte Vorbehalt gegenüber dem Messopfer allerdings bleibt.

### Calvin-Jahr 2009
Das Calvin-Jahr anlässlich seines 500. Geburtstags wurde im Rahmen der Reformationsdekade von der gesamten Evangelischen Kirche in Deutschland begangen; das unterscheidet es von den Calvin-Jubiläen des 20. Jahrhunderts, die die deutschen Reformierten als Minderheit tendenziell in eine apologetische Rolle brachten. Unter dem Titel „Reformation und Bekenntnis“ wurde neben Calvin auch der vor 75 Jahren beschlossenen Barmer Theologischen Erklärung gedacht. Das Deutsche Historische Museum in Berlin, zusammen mit der Johannes a Lasco Bibliothek in Emden, widmete Calvin von April bis Juli 2009 eine eigene Ausstellung (Calvinismus. Die Reformierten in Deutschland und Europa), die am 31. März 2009 vom damaligen niederländischen Ministerpräsidenten Jan Peter Balkenende eröffnet wurde. Bei der zentralen Gedenkfeier zu Calvins Geburtstag am 10. Juli 2009 in Berlin sprach Frank-Walter Steinmeier, der damalige deutsche Außenminister. Beide Politiker entstammen reformierten Kirchen.
Weitere Calvin gewidmete Ausstellungen waren im Jahr 2009:
- Internationales Museum der Reformation (Genf): Ein Tag im Leben Calvins (Une journée dans la vie de Calvin);
- National- und Universitätsbibliothek Straßburg: Als Straßburg Calvin aufnahm, 1538–1541 (Quand Strasbourg accueillait Calvin 1538–1541);
- Große Kirche Dordrecht: Calvin und wir (Calvin & Wij).

In zahlreichen Städten der Schweiz, Deutschlands und der Niederlande fanden Kolloquien und Studienreisen, Kurse, Ausstellungen und Vorträge aus Anlass des Calvin-Festjahres statt.

### Gedenktag
- Evangelische Kirche in Deutschland: 27. Mai im Evangelischen Namenkalender[188]
- Evangelisch-Lutherische Kirche in Amerika: 27. Mai

## Werkausgaben
Im 19. und frühen 20. Jahrhundert stellten mehrere Calvin-Editionen die Forschung auf eine neue Grundlage. Herausragend war die fast vollständige Straßburger Edition der Calvini Opera von Johann Wilhelm Baum, August Eduard Cunitz, Eduard Reuss: sie löste die Calvin-Gesamtausgabe von J. J. Schipper (1671) ab. 1833/34 gab August Tholuck die Kommentare Calvins zum Neuen Testament heraus, und Aimé-Louis Herminjard veröffentlichte 1866/67 Calvins französischen Briefwechsel. Im 20. Jahrhundert förderte E. F. Karl Müller durch seine Übersetzungen von Calvins Werken ins Deutsche dessen Bekanntheit (1909 ein Auszug aus der Institutio, 1901–19 Calvins Bibelauslegungen in 14 Bänden) und bereitete so die Calvin-Renaissance in der Dialektischen Theologie vor.
In den Originalsprachen (lateinisch, französisch)
- Johann Wilhelm Baum, August Eduard Cunitz, Eduard Reuss (Hrsg.): Ioannis Calvini opera quae supersunt omnia, 59 Bände (= Corpus Reformatorum, Bände 29–87). C.A. Schwetschke, Braunschweig / Berlin, 1863–1900 (Zugang zu Digitalisaten. Klassische Werkausgabe, Abkürzung: CO, immer noch wissenschaftlich zitierfähig).
- Peter Barth, Wilhelm Niesel (Hrsg.): Ioannis Calvini opera selecta. 5 Bände. Kaiser, München 1926–1936 (Werkauswahl, Abkürzung: OS).
- Irena Backus u. a. (Hrsg.): Ioannis Calvini opera omnia denuo recognita et adnotatione critica instructa notisque. Droz, Genf 1992 ff. (Auf 12 Bände angelegte Neuausgabe der Calvini Opera mit Anmerkungen und Bibliographie nach dem aktuellen Forschungsstand, Abkürzung: COR).

In deutscher Übersetzung
- Rudolf Schwarz (Hrsg.): Johannes Calvins Lebenswerk in seinen Briefen. Eine Auswahl von Briefen in deutscher Übersetzung. 1. Aufl. 2 Bände, Tübingen 1909; 2. Aufl. 3 Bände, Neukirchen 1961/62.
- Otto Weber (Hrsg.): Unterricht in der christlichen Religion / Institutio Christianae religionis. Nach der letzten Ausgabe übersetzt und bearbeitet von Otto Weber. Neukirchener Verlag, (1. Aufl. 1955) 5. Auflage Neukirchen 1988, ISBN 3-7887-0148-X (calvin-institutio.de).
- Matthias Freudenberg (Hrsg.): Unterricht in der christlichen Religion / Institutio Christianae religionis. Die Übersetzung von Otto Weber im Auftrag des Reformierten Bundes bearbeitet und neu herausgegeben. Neukirchener Verlag, Neukirchen-Vluyn 2008, ISBN 978-3-7887-2327-9.
- Werner Raupp (Hrsg.): Mission in Quellentexten. Geschichte der Deutschen Evangelischen Mission von der Reformation bis zur Weltmissionskonferenz Edinburgh 1910, Erlangen/Bad Liebenzell 1990 (ISBN 3-87214-238-0 / ISBN 3-88002-424-3), S. 29–33 (Auszüge, u. a. aus: Defensio orthodoxae fidei de sacra trinitate, 1554 (Corpus reformatorum 36); Commentarius in Harmoniam Evangelicam, 1555 (ebd., 73); Sermons sur le Deutéronome, 1556 (ebd., 57); Institutio Christianae Religionis, 1559; einschl. Einl. u. Lit.).
- Eberhard Busch (Hrsg.): Calvin-Studienausgabe. Neukirchener Verlag, Neukirchen-Vluyn 1994–2011 (lateinische bzw. französische Originaltexte mit deutscher Übersetzung).
  - Band 1: Reformatorische Anfänge (1533–1541). Teilband 1, 1994, ISBN 3-7887-1483-2; Teilband 2, 1994, ISBN 3-7887-1484-0.
  - Band 2: Gestalt und Ordnung der Kirche. 1997, ISBN 3-7887-1554-5.
  - Band 3: Reformatorische Kontroversen. 1999, ISBN 3-7887-1698-3.
  - Band 4: Reformatorische Klärungen. 2002, ISBN 3-7887-1842-0.
  - Band 5: Der Brief an die Römer. Ein Kommentar. Teil 1, 2005, ISBN 3-7887-2100-6; Teil 2, 2007, ISBN 978-3-7887-2175-6.
  - Band 6: Der Psalmenkommentar. Eine Auswahl. 2008, ISBN 3-7887-2310-6.
  - Band 7: Predigten über das Deuteronomium und den 1. Timotheusbrief. 2009, ISBN 978-3-7887-2362-0.
  - Band 8: Ökumenische Korrespondenz. Eine Auswahl aus Calvins Briefen. 2011, ISBN 978-3-7887-2535-8.
- Matthias Freudenberg, Georg Plasger (Hrsg.): Calvin-Lesebuch. Neukirchener, Neukirchen-Vluyn 2008, ISBN 978-3-7887-2305-7.

### Biografien
- Reiner Rohloff: Johannes Calvin: Leben – Werk – Wirkung. Vandenhoeck & Ruprecht, Göttingen 2011, ISBN 978-3-8252-3456-0.
- Christian Link: Johannes Calvin – Humanist, Reformator, Lehrer der Kirche. TVZ, Zürich 2009, ISBN 978-3-290-17510-8.
- Wilhelm Heinrich Neuser: Johann Calvin: Leben und Werk in seiner Frühzeit 1509–1541. Vandenhoeck & Ruprecht, Göttingen 2009, ISBN 978-3-525-56915-3 (Rezension).
- Peter Opitz: Leben und Werk Johannes Calvins. Vandenhoeck & Ruprecht, Göttingen 2009, ISBN 978-3-525-55000-7 (Rezension).
- Thomas H. L. Parker: Johannes Calvin – Ein großer Reformator. SCM Hänssler, Holzgerlingen 2009, ISBN 978-3-7751-4830-6. Englische Originalausgabe: John Calvin. A biography (1975).
- Volker Reinhardt: Die Tyrannei der Tugend. Calvin und die Reformation in Genf. Beck, München 2009, ISBN 978-3-406-57556-3 (Rezension).
- Christoph Strohm: Johannes Calvin: Leben und Werk des Reformators. Beck, München 2009, ISBN 978-3-406-56269-3.
- Willem van’t Spijker: Calvin – Biographie und Theologie (= Die Kirche in ihrer Geschichte. Band 3, Lieferung J,2). Vandenhoeck & Ruprecht, Göttingen 2001, ISBN 3-525-52338-6.
- Bernard Cottret: Calvin. Eine Biographie. Quell, Stuttgart 1998, ISBN 3-7918-1730-2. Französische Originalausgabe: Calvin. Biographie. 1995.
- Alister McGrath: Johann Calvin: Eine Biographie. Benziger, Zürich 1991, ISBN 3-545-34095-3. Englische Originalausgabe: A Life of John Calvin. A Study in the Shaping of Western Culture. 1990.

### Calvins Theologie
- Georg Plasger: Johannes Calvins Theologie – Eine Einführung. Vandenhoeck & Ruprecht, Göttingen 2008, ISBN 978-3-525-56966-5.
- Reiner Rohloff: Calvin kennen lernen. Vandenhoeck & Ruprecht, Göttingen 2008, ISBN 978-3-525-56967-2.
- Eberhard Busch: Gotteserkenntnis und Menschlichkeit. Einsichten in die Theologie Johannes Calvins. Theologischer Verlag, Zürich 2005, ISBN 3-290-17366-6.
- Heiko A. Oberman: Zwei Reformationen. Luther und Calvin – alte und neue Welt. Siedler, Berlin 2003, ISBN 3-88680-793-2.
- Eva-Maria Faber: Symphonie von Gott und Mensch. Die responsorische Struktur von Vermittlung in der Theologie Johannes Calvins. Neukirchener Verlag, Neukirchen-Vluyn 1999, ISBN 3-7887-1722-X.
- Peter Opitz: Calvins theologische Hermeneutik. Neukirchener Verlag, Neukirchen-Vluyn 1994, ISBN 3-7887-1489-1.

### Handbücher, Kompendien
- André Birmelé, Wolfgang Thönissen (Hrsg.): Johannes Calvin ökumenisch gelesen. EVA, Leipzig 2012, ISBN 978-3-374-03019-4.
- Irena Backus, Philip Benedict (Hrsg.): Calvin and His Influence, 1509–2009. Oxford University Press, New York 2011, ISBN 978-0-19-975185-3.
- Herman J. Selderhuis (Hrsg.): Calvin Handbuch. Mohr Siebeck, Tübingen 2008, ISBN 978-3-16-149229-7 (Rezension).
- Peter Opitz (Hrsg.): Calvin im Kontext der Schweizer Reformation. Historische und theologische Beiträge zur Calvinforschung. TVZ, Zürich 2003, ISBN 3-290-17252-X (Rezension).
- Donald K. McKim (Hrsg.): The Cambridge Companion to John Calvin. In: Cambridge Companions to Religion. Cambridge University Press, Cambridge 2004, ISBN 0-521-01672-X.

### Fachlexika
- Brian Albert Gerrish: Calvin, Johannes. In: Religion in Geschichte und Gegenwart (RGG). 4. Auflage. Band 2, Mohr-Siebeck, Tübingen 1999, Sp. 16–36.
- Willem Nijenhuis: Calvin, Johannes. In: Theologische Realenzyklopädie (TRE). Band 7, de Gruyter, Berlin / New York 1981, ISBN 3-11-008192-X, S. 568–592. (abgerufen über De Gruyter Online)
- R. Ward Holder: Eintrag in James Fieser, Bradley Dowden (Hrsg.): Internet Encyclopedia of Philosophy.
- Francis Higman: Calvin, Johannes [Jean Cauvin]. In: Historisches Lexikon der Schweiz.
- Wilhelm Schwendemann: Calvin, Johannes (1509–1564). In: WiReLex – Das wissenschaftlich-religionspädagogische Lexikon im Internet. März 2024, doi:10.23768/wirelex.400018

### Forschungsgeschichte
- Christoph Strohm: 25 Jahre Calvin-Forschung (1985–2009). Teil I: Ausgaben, Übersetzungen, Hilfsmittel, Biographie, Theologie (allgemein). In: Theologische Rundschau. Neue Folge 74/4 (2009), S. 442–469, JSTOR:26153910.

### Einzelthemen
- Achim Detmers: Reformation und Judentum. Israel-Lehren und Einstellungen zum Judentum von Luther bis zum frühen Calvin (= Judentum und Christentum. Band 7). Kohlhammer, Stuttgart u. a. 2001, ISBN 3-17-016968-8.
- Marijn de Kroon: Martin Bucer und Johannes Calvin. Reformatorische Perspektiven. Einleitung und Texte. Vandenhoeck & Ruprecht, Göttingen 1991, ISBN 3-525-55337-4.
- Ernst Pfisterer: Der Missionsgedanke bei Kalvin. In: Neue Allgemeine Missionszeitschrift. 11 (1934), S. 93–108.
- Uwe Plath: Calvin und Basel in den Jahren 1552–1556 (= Basler Beiträge zur Geschichtswissenschaft. Band 133). Basel/Stuttgart 1974; Neuauflage mit neuem Vorwort, hrsg. von Wolfgang Stemmler. Alcorde, Essen 2014, ISBN 978-3-939973-63-8.
- Hans Scholl (Hrsg.): Karl Barth und Johannes Calvin. Karl Barths Göttinger Calvin-Vorlesung von 1922. Neukirchener Verlag, Neukirchen-Vluyn 1995, ISBN 3-7887-1551-0.
- Wilhelm Schwendemann: Leib und Seele bei Calvin. Die erkenntnistheoretische und anthropologische Funktion des platonischen Leib-Seele-Dualismus in Calvins Theologie (= Arbeiten zur Theologie. Band 83). Calwer, Stuttgart 1996, ISBN 3-7668-3427-4.
- Albrecht Thiel: In der Schule Gottes. Die Ethik Calvins im Spiegel seiner Predigten über das Deuteronomium. Neukirchener Verlag, Neukirchen-Vluyn 1999, ISBN 3-7887-1735-1.

### Belletristik
- Stefan Zweig: Castellio gegen Calvin oder Ein Gewissen gegen die Gewalt. Frankfurt am Main 1936 und Fischer-Taschenbuch-Verlag, Frankfurt 1996, ISBN 3-596-22295-8.